# Sainte-Geneviève-des-Bois (Essonne)
Pour les articles homonymes, voir Sainte-Geneviève-des-Bois.
Sainte-Geneviève-des-Bois (prononcé [sɛ̃t̪ ʒǝnǝviɛv d̪ɛ bwa] ) est une commune française située à vingt-quatre kilomètres au sud de Paris dans le département de l’Essonne en région Île-de-France.
Ses habitants sont appelés les Génovéfains.

## Géographie

### Situation
Sainte-Geneviève-des-Bois est située dans la région Île-de-France, au centre-nord du département de l’Essonne, totalement intégré à l’agglomération parisienne, au cœur de l’ancien pays, aujourd’hui la région naturelle du Hurepoix.
La commune occupe un territoire ayant la forme approximative d’un croissant orienté du nord-ouest au sud, long de cinq kilomètres cinq cents mètres et large de deux kilomètres six cents mètres, sur une superficie totale de neuf cent vingt-sept hectares. Près de 90 % de ce territoire est aujourd’hui urbanisé, dont 74 % effectivement construits, ne laissant qu’un peu plus de 10 % d’espace dit « rural », composé pour soixante-quinze hectares de bois communaux à l’est, à proximité de la ville voisine de Fleury-Mérogis et dix-sept hectares à l’extrême nord-ouest occupé par une plaine marécageuse. L’Institut national de l'information géographique et forestière attribue les coordonnées géographiques 48° 38′ 58″ N, 2° 19′ 30″ E au point central de ce territoire.
| Type d’occupation           | Pourcentage | Superficie (en hectares) |
| --------------------------- | ----------- | ------------------------ |
| Espace urbain construit     | 74,9 %      | 703,16                   |
| Espace urbain non construit | 14,2 %      | 133,29                   |
| Espace rural                | 10,9 %      | 102,27                   |
| Source : Iaurif             |             |                          |

La frontière ouest et nord-ouest de la commune avec Longpont-sur-Orge, Villiers-sur-Orge et Épinay-sur-Orge est matérialisée par la rivière l’Orge qui arrose le territoire sur trois kilomètres, constituant le seul cours d’eau naturel de la commune et creusant une vallée peu profonde vers laquelle s’incline la commune depuis le plateau du Hurepoix.
Deux axes structurants traversent le territoire municipal :
- un axe nord-sud constitué par la ligne de chemin de fer Paris - Bordeaux empruntée par la ligne C du RER d'Île-de-France ;
- un axe est-ouest constitué par la route nationale 104 qui traverse le sud de l’espace communal.

Quatre autres routes départementales d’importance locale traversent aussi Sainte-Geneviève-des-Bois, la RD 117, ancienne « route de Corbeil » et les RD 25, RD 46 et RD 296 qui y sont liées.
Outre le centre-ville historique implanté autour de l’ancien château, plusieurs quartiers et lieux-dits sont répartis sur le territoire, dont le plus indépendant est le Perray. Divers grands ensembles ont été édifiés et forment eux aussi des quartiers distincts, au même titre que la vaste zone d’activités de la Croix-Blanche.
Relativement importante localement, Sainte-Geneviève-des-Bois est implantée à vingt-quatre kilomètres au sud de Paris-Notre-Dame, point zéro des routes de France, neuf kilomètres à l’ouest d’Évry, neuf kilomètres au sud-est de Palaiseau, douze kilomètres au nord-ouest de Corbeil-Essonnes, vingt-sept kilomètres au nord-est d’Étampes, quatre kilomètres à l’est de Montlhéry, neuf kilomètres au nord-est d’Arpajon, dix-huit kilomètres au nord-ouest de La Ferté-Alais, vingt-sept kilomètres au nord-est de Dourdan et vingt-neuf kilomètres au nord-ouest de Milly-la-Forêt. Elle est aussi située à seulement quatre-vingt-dix-neuf kilomètres au nord-ouest de son homonyme Sainte-Geneviève-des-Bois dans le Loiret.

### Hydrographie

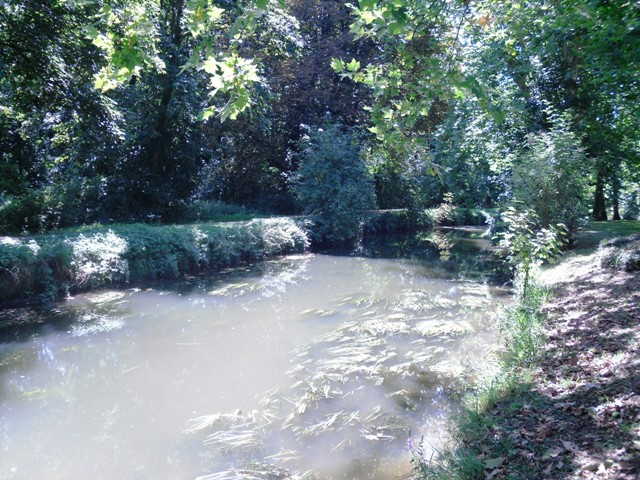
L’Orge à la frontière avec Villiers-sur-Orge.

La frontière nord-ouest de la commune est matérialisée par le cours de la rivière l’Orge qui coule sur trois kilomètres du territoire, du sud-ouest au nord en étant séparée en deux bras sur une majeure partie de son parcours génovéfain. Au sud de la commune, un ruisseau prend sa source dans le bois des Roches, deux petits lacs agrémentent le parc de la Héronnière et trois bassins de rétention des eaux de pluie ont été creusés dans la vaste zone commerciale de la Croix Blanche. Au centre du territoire, plusieurs petits lacs sont disposés dans le parc Pierre et un bassin d’agrément baigne le donjon de l’ancien château. À l’extrême nord, un lac s’est formé au point de confluence des deux bras de l’Orge.

### Relief et géologie
Sainte-Geneviève-des-Bois est implantée à l’extrême nord du plateau du Hurepoix, sur le versant est de la vallée de l’Orge. Le territoire s’étage ainsi entre une altitude basse de trente-sept mètres à l’extrême nord-ouest du territoire au niveau de la rivière et une altitude haute de quatre-vingt-dix mètres à l’extrême sud-est dans le cimetière orthodoxe russe, à proximité du lieu-dit Liers situé à une altitude de quatre-vingt-cinq mètres, le centre-ville est lui situé à une altitude approximative de soixante-seize mètres. Comme l’ensemble du bassin parisien, la commune est implantée sur un terrain mêlant des couches successives de sable et meulière, sur de la marne et du gypse recouvrant un sous-sol de calcaire, l’érosion est cependant peu marquée sur le plateau, traditionnellement couvert de forêt, et plus importante dans le lit de la rivière.

### Communes limitrophes
Sainte-Geneviève-des-Bois occupe un territoire relativement étendu et découpé, limitrophe d’un nombre important de communes. Au nord-ouest, la rivière l’Orge matérialise une frontière naturelle avec à l’ouest Longpont-sur-Orge, au nord-ouest Villiers-sur-Orge et au nord, Villemoisson-sur-Orge. Au nord-est, l’avenue Jean-Moulin sépare la commune de Morsang-sur-Orge, à l’est, la frontière avec Fleury-Mérogis passe par le bois des Trous. Au sud et sud-est, la zone d’activités de la Croix Blanche est partagée avec Le Plessis-Pâté. Entre les frontières avec  Saint-Michel-sur-Orge et Le Plessis-Pâté se trouve le Chemin de Brétigny-sur-Orge à Liers permettant de relier le quasi-quadripoint avec Brétigny-sur-Orge. Tout le sud-ouest de la commune forme un arc autour de la commune voisine de Saint-Michel-sur-Orge entre la route nationale 104 au sud-ouest et le cours de la rivière à l’ouest.

### Climat
Pour des articles plus généraux, voir Climat de l'Île-de-France et Climat de l'Essonne.
En 2010, le climat de la commune est de type climat océanique dégradé des plaines du Centre et du Nord, selon une étude du CNRS s'appuyant sur une série de données couvrant la période 1971-2000. En 2020, Météo-France publie une typologie des climats de la France métropolitaine dans laquelle la commune est exposée à un climat océanique altéré et est dans la région climatique  Sud-ouest du bassin Parisien, caractérisée par une faible pluviométrie, notamment au printemps (120 à 150 mm) et un hiver froid (3,5 °C). 
Pour la période 1971-2000, la température annuelle moyenne est de 11,3 °C, avec une amplitude thermique annuelle de 15,3 °C. Le cumul annuel moyen de précipitations est de 644 mm, avec 10,7 jours de précipitations en janvier et 7,8 jours en juillet. Pour la période 1991-2020, la température moyenne annuelle observée sur la station météorologique la plus proche, à Brétigny-sur-Orge à 4 km à vol d'oiseau, est de 11,9 °C et le cumul annuel moyen de précipitations est de 628,9 mm,. Pour l'avenir, les paramètres climatiques de la commune estimés pour 2050 selon différents scénarios d'émission de gaz à effet de serre sont consultables sur un site dédié publié par Météo-France en novembre 2022.
| Mois                                  | jan.           | fév.           | mars            | avril         | mai             | juin           | jui.           | août           | sep.           | oct.            | nov.            | déc.             | année      |
| ------------------------------------- | -------------- | -------------- | --------------- | ------------- | --------------- | -------------- | -------------- | -------------- | -------------- | --------------- | --------------- | ---------------- | ---------- |
| Température minimale moyenne (°C)     | 1,7            | 1,5            | 3,6             | 5,7           | 9,2             | 12,5           | 14,4           | 14,1           | 11             | 8,2             | 4,5             | 2,2              | 7,4        |
| Température moyenne (°C)              | 4,5            | 5              | 8,1             | 10,9          | 14,5            | 17,9           | 20,2           | 20             | 16,4           | 12,4            | 7,7             | 4,9              | 11,9       |
| Température maximale moyenne (°C)     | 7,2            | 8,5            | 12,6            | 16,2          | 19,8            | 23,4           | 26             | 25,9           | 21,8           | 16,6            | 10,9            | 7,6              | 16,4       |
| Record de froid (°C) date du record   | −20,6 08.01.10 | −17 23.02.1963 | −10,7 13.03.13  | −4,7 11.04.03 | −1,9 07.05.1957 | 1,4 05.06.1991 | 3,8 01.07.1960 | 3,7 28.08.1974 | 0,2 17.09.1971 | −4,5 29.10.1985 | −9,6 24.11.1998 | −16,4 29.12.1964 | −20,6 2010 |
| Record de chaleur (°C) date du record | 15,8 27.01.03  | 20,2 27.02.19  | 25,3 25.03.1955 | 29,4 20.04.18 | 32 28.05.17     | 37,3 18.06.22  | 42 25.07.19    | 39,7 06.08.03  | 35,4 08.09.23  | 30,3 01.10.1985 | 22,1 07.11.15   | 16,8 17.12.15    | 42 2019    |
| Précipitations (mm)                   | 48,2           | 44,9           | 45              | 44,6          | 61,4            | 55,6           | 53,1           | 57,7           | 48,6           | 52,6            | 54,5            | 62,7             | 628,9      |

### Habitat
En 2009, sur les 13 243 logements répartis dans la commune, 3 428 étaient des HLM, répartis entre neuf bailleurs sociaux, soit près de 26 % du parc total, la commune dépassant ainsi largement les préconisations de la loi relative à la solidarité et au renouvellement urbains fixées à 20 % de logements sociaux dans la commune

### Transports

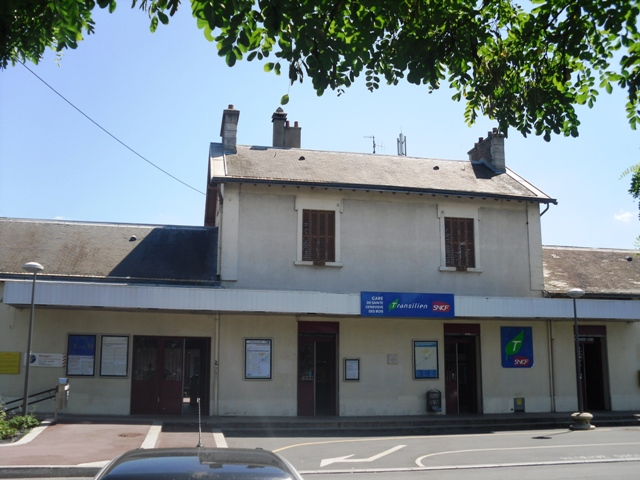
La gare de Sainte-Geneviève-des-Bois.

Sainte-Geneviève-des-Bois est aujourd’hui une commune importante de banlieue parisienne et dispose ainsi de moyens d’accès variés. Plusieurs axes routiers traversent le territoire, dont le plus important est la route nationale 104 qui passe au sud à proximité de la zone commerciale. Elle est coupée perpendiculairement par la route départementale 117 qui traverse la commune du nord au sud avec l’appellation de route de Corbeil, rejointe par la route départementale 46 et la route départementale 296, la première traversant la commune vers l’ouest et formant la frontière sud avec Saint-Michel-sur-Orge. Au nord-ouest passe la route départementale 25 qui suit le cours de l’Orge.
Au nord-ouest passe aussi la ligne Paris - Bordeaux, empruntée notamment par la ligne C du RER d'Île-de-France. La commune dispose ainsi de la gare de Sainte-Geneviève-des-Bois dans le quartier du Perray. Elle est complétée par un réseau d’autobus, dont le Noctilien N131 qui assure la continuité du service de nuit, les lignes 401 et 510 du réseau de bus Évry Centre Essonne avec trois arrêts dans la commune, les lignes 91.04, DM2A, DM5, DM6A, DM6B, DM17A, 107, 108 et 1025 du réseau de bus Cœur d'Essonne et les lignes 91.05, DM11A, DM11E et DM11G du réseau de bus Paris-Saclay. Un réseau communal intitulé Génovébus dispose de quatre lignes régulières et cinq lignes scolaires qui parcourent la commune.
L’aéroport Paris-Orly est situé à douze kilomètres au nord et l’aéroport Paris-Charles-de-Gaulle à quarante-deux kilomètres au nord-est. L’aviation générale et d’affaires sont orientées vers l’aéroport de Toussus-le-Noble à vingt kilomètres au nord-ouest. Aujourd’hui désaffectée, la base aérienne 217 Brétigny-sur-Orge n’est qu’à quatre kilomètres au sud.

### Lieux-dits, écarts et quartiers

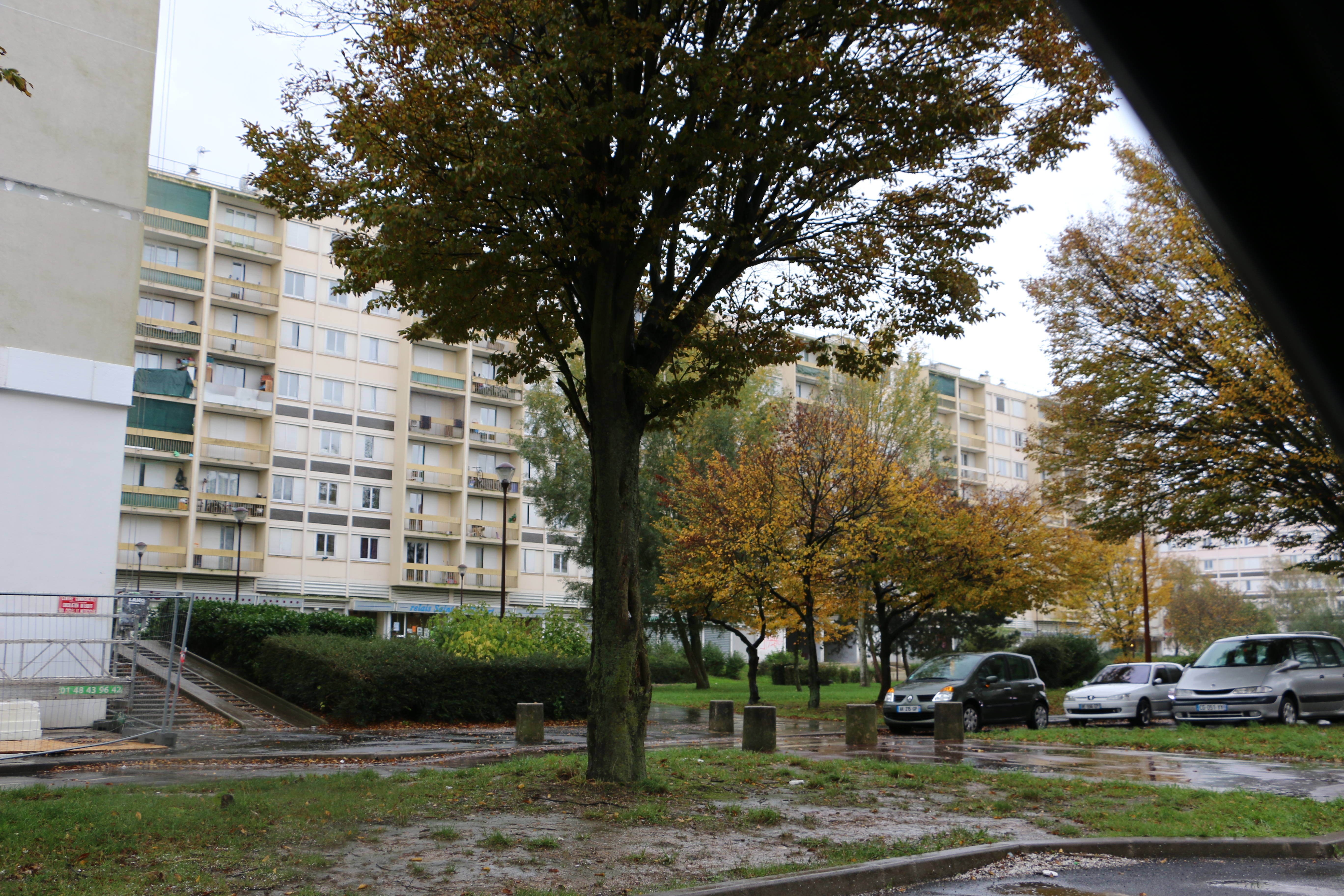
Saint-Hubert.

La commune de Sainte-Geneviève-des-Bois était originellement composée du bourg principal au centre du territoire et de deux hameaux périphériques, LIers au sud et le Perray au nord-ouest, ce dernier ayant failli constituer une commune distincte appelée le Perray-sur-Orge dans les années 1930. Plusieurs lieux-dits subsistent encore aujourd’hui, dont le Cormier au sud-est, le Parc Pierre et la Mare aux Chevaux à l’est. L’urbanisation et le lotissement de la commune l’a doté de différents quartiers et résidences dont Germinal à l’ouest, le centre-ville autour du château, les Bois Clairs, Saint-Hubert, les Aunettes, la Héronnière et l’importante zone d’activités de la Croix Blanche au sud. En butte à des difficultés sociales, le quartier des Aunettes qui regroupe plus de 5 000 habitants sur 31 hectares est aujourd’hui classé quartier prioritaire et engagé dans le cadre d’une convention de rénovation urbaine. L’Insee découpe la commune en quinze îlots regroupés pour l'information statistique soit le Perray, Georges-Pitard, Parmentier, Victor-Hugo, L’Étang, la Mairie, Ferdinand-Buisson, Parc Pierre, Cocheris, les Mares Yvon, Croix Blanche, Liers, les Aunettes, Louis-Pergaud et les Bois Clairs.

## Urbanisme

### Typologie
Au 1er janvier 2024, Sainte-Geneviève-des-Bois est catégorisée grand centre urbain, selon la nouvelle grille communale de densité à sept niveaux définie par l'Insee en 2022.
Elle appartient à l'unité urbaine de Paris, une agglomération inter-départementale regroupant 407  communes, dont elle est une commune de la banlieue,,. Par ailleurs la commune fait partie de l'aire d'attraction de Paris, dont elle est une commune du pôle principal,. Cette aire regroupe 1 929 communes,.

## Toponymie
Attestée sous les formes Sicuii villare au Xe siècle, Sancta Genovefa en 1105, Sancta Genovefa de Nemore en 1209.
Selon la légende, en 448, sainte Geneviève aurait fait jaillir une source miraculeuse dans la grotte qui porte aujourd’hui son nom, donnant l’appellation au bourg situé à proximité. L’ajout du suffixe « des bois » se fit ultérieurement pour différencier la paroisse des autres Sainte-Geneviève en France, en référence aux bois nombreux sur le territoire, dont les bois de Séquigny, des Roches et des Trous subsistent aujourd’hui. Le nom de Séquigny est lui-même une altération du nom latin Sicnii villare, faisant référence à une villa rustica où était pratiquée la coupe des arbres. Durant la Révolution française, la commune prit le nom de Colbert-la-Réunion mais fut officiellement nommée dans le Bulletin des lois de 1793 sous l’appellation Sainte-Geneviève-des-Bois.

## Histoire

### Les origines
Le fait est certain, de petites maisons parsemaient déjà la forêt de Séquigny. Le hameau de Sicnii villare (lieu probable de bûcheronnage et de résidence) existait au temps de la Gaule romaine car aux confins de l’actuel Sainte-Geneviève-des-Bois, vers le Pont de la Fouille, était installée une villa rustica, disparue lors des invasions germaniques.
Lors d’une épidémie, en 448, sainte Geneviève fit un miracle en faisant d’une source, une eau miraculeuse. Cette même sainte Geneviève aurait défendu à deux reprises la localité de Paris en 451. À la suite de ce miracle, une chapelle fut construite à proximité de la grotte d’où l’eau jaillissait. La forêt de Séquigny finit par être défrichée autour de cette chapelle. Un petit bourg vit donc alors le jour. Une autre légende dit que les reliques de sainte Geneviève auraient été transportées dans la petite chapelle isolée de Séquigny, pour échapper aux incursions de pillards normands. C’est vraisemblable, mais trois siècles séparent ces agressions d’une invasion de Huns au cours de laquelle sainte Geneviève rassura les Parisiens, disant que Lutèce serait évitée par ces hordes. Une autre possibilité relate qu’en 448 sainte Geneviève, allant au-devant de saint Loup, évêque de Troyes, alors qu’elle se trouvait dans la forêt de Séquigny par une forte chaleur, ressentit la soif. Répondant à ses vœux, une source jaillit à ses pieds. Mais est-ce bien l’itinéraire de Lutèce vers Troyes ? Cette source devait être pour des générations la fontaine de Sainte-Geneviève. Elle sera transformée en grotte par Bertier de Sauvigny à la veille de la Révolution.

### Moyen Âge
Pour la première fois, avec sa petite chapelle, la commune entra dans l’histoire, en tant qu’objet d’un don qu’Hugues Capet fit pour l’abbaye Saint-Magloire de Léhon, la paroisse resta dans la dépendance de l’Église jusque sous le règne d’Henri IV. Séquigny, alors vassal de l’Hôtel-Dieu de Paris, fut érigé en paroisse au détriment de Villemoisson-sur-Orge, qui s’étendait en tant que paroisse jusqu’à Bondoufle. Morsang-sur-Orge, faisant partie de ce même don, resta feudataire de l’abbaye.
On peut se représenter ce hameau de Sainte-Geneviève, bien petit à côté de la seigneurie Liers s’étendant jusqu’au Parc-Pierre actuel compris. Leurs seigneurs devaient la garde au château de Montlhéry. L’un d'eux, Foulques de Liers, partit pour la première croisade avec Milon, 1er comte de Montlhéry. Liers avait deux manoirs tenus par deux frères, l’un à Liers, l’autre au Parc-Pierre. En 1345, tandis que Liers entrait dans la vassalité de l’Hôtel-Dieu de Paris, donc de Sainte-Geneviève, le Parc-Pierre ne voulut reconnaître que l’autorité du comte de Montlhéry, c’est-à-dire du roi.
On suppose que l’ancienne voie romaine fut aménagée en voie royale, menant à Orléans et traversant le secteur. Un relais de poste fut alors construit à proximité de cette voie, ainsi qu’un château. Le bourg s’agrandit, les maisons bordant alors la route sur quelques kilomètres. Certains écrits attestent que le roi Louis XIII venait chasser en forêt de Séquigny et donc devait séjourner dans le château.
La seigneurie de Sainte-Geneviève fut alors placée en fermage à des intendants non héréditaires, avec moyenne, basse et parfois haute justices. Le 28 novembre 1598, l’Hôtel-Dieu de Paris vendit son domaine de Sainte-Geneviève à Jehan de La Fosse pour sept mille trois cents écus-soleil. Le 1er décembre 1645, son successeur, Antoine Boyer fit l’acquisition des deux tiers de la seigneurie de Louis de Martines au Perray. L’autre tiers, souvent possession des propriétaires du château de Villemoisson, devint le fief de La Gilquinière. La seigneurie du Perray était vassale du Plessis-Pâté.

### Époque moderne

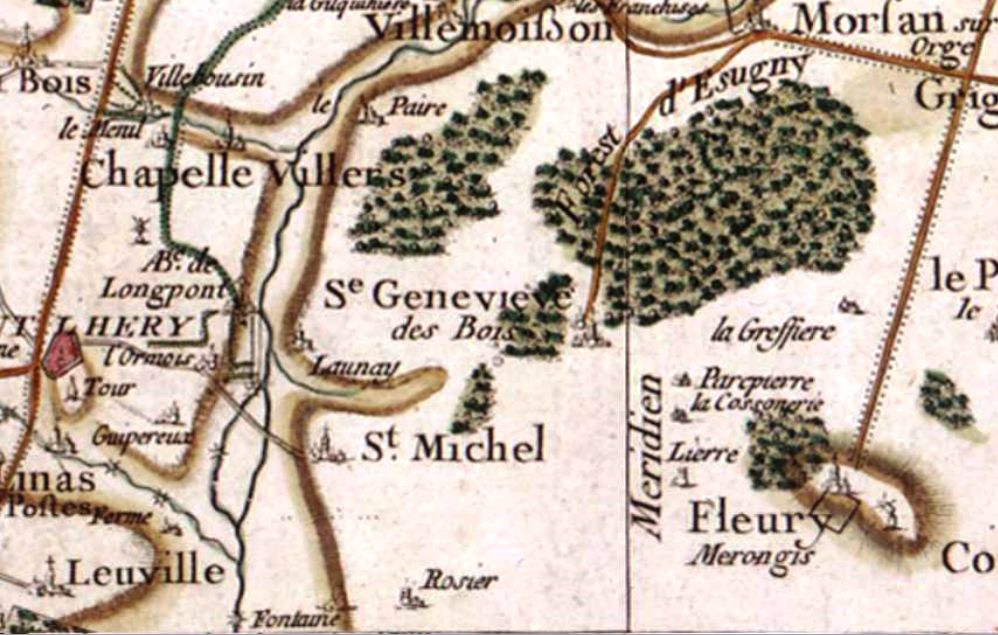
Carte de Sainte-Geneviève-des-Bois au XVIIIe siècle par Cassini.

Sainte-Geneviève appartint à la famille de Noailles, propriétaire d’importants domaines en France. Sainte-Geneviève (avec Villemoisson) fut confiée à des fermiers, Monnerot et Bartel de Bonneval, qui laissèrent à leur tour en gérance ces terres à d’autres mandataires peu ou prou chargés d’exploiter le ci-devant[Quoi ?] villageois, dont le fruit du travail devait profiter à tout ce monde.
Vinrent ensuite, en 1734, madame Marguerite Danican, veuve de Michel Amelot, puis Pierre Durey d’Harnoncourt qui unit Sainte-Geneviève et Villemoisson à Morsang-sur-Orge. En 1767, Louise Bernarde d’Harnoncourt, grâce au désistement de son frère, apporta les trois seigneuries à Louis Jean Bertier de Sauvigny. Son fils, Louis Bénigne fut le dernier seigneur et en 1789, une des premières victimes de la Révolution française.

### La Révolution et la mutation
L’église et le château féodal furent en partie détruits (seul le donjon et les écuries subsistaient). Durant l’Empire, on suppose que de hauts dignitaires devaient loger dans le château de l’actuel parc des Mares-Yvon. Louis Bénigne avait de grandes ambitions : il fit commencer la transformation du château, qui, s’il avait eu le temps d’amener son projet à terme, aurait fait de Sainte-Geneviève un petit Versailles. Il fit commencer la construction d’une église à l’entrée de l’avenue Jacques-Duclos, il fit construire le bâtiment de la maréchaussée avec l’intention d’établir un axe routier reliant Montlhéry au port de Corbeil. Enfin, en datant ses actes administratifs de « Sainte-Geneviève de Séquigny », il renouait ainsi avec son nom ancestral, tout un symbole. Nous devons à Louis Bénigne l’établissement de fameux plans d’intendance, qui forment le cadastre de Bertier de Sauvigny. En 1871, fut reconstruit le château du Parc-Pierre.
La partie basse de la commune fut aménagée en vue d’accueillir la  ligne Paris-Orléans de la compagnie du chemin de fer de Paris à Orléans, et la gare de Sainte-Geneviève-des-Bois fut alors construite.
De cette gare rayonnent, comme dans beaucoup de villes de cette période haussmannienne, des axes majeurs comme l’actuelle avenue Gabriel-Péri. Autour de ces nouveaux axes, des lotisseurs ont littéralement découpé la forêt en vue d'y créer des lotissements. De nombreux ouvriers parisiens ont jusque dans les années 1930 fait l’acquisition de ces terrains qu’ils aménagèrent du mieux qu’ils pouvaient. C’étaient de véritables pionniers, qui allaient, sans eau potable, sans réseaux modernes, coloniser ces terrains qui jouxtaient les voies ferrées, on parlait alors souvent de mal-lotis.
En haut de la ville, le long de l’ancienne voie royale, devenue route de Corbeil, une nouvelle église fut alors construite en 1876 face à la nouvelle mairie-école inaugurée, elle, en 1840, témoignage des rivalités de la République d’alors. Les quartiers des marais, lieux de villégiatures de nombreux parisiens, furent peu à peu urbanisés.
Avec l’ouverture de la gare de Perray-Vaucluse, offrant des débouchés pour l’emploi vers la capitale et attirant les citadins, se créa en ville un nouveau quartier, près de la gare. Se développant rapidement, il engendra finalement une double polarisation de la cité. En fin d’année 1912, un référendum demandait aux habitants du Perray-Vaucluse de se manifester pour ou contre leur autonomie. En 1927, le château de la Cossonnerie fut acheté par une lady anglaise pour abriter une maison de retraite à destination des émigrés russes, à proximité des premières sépultures russes orthodoxes dans le cimetière aménagé en 1926. En 1929, pour accompagner l’urbanisation furent construits les groupes scolaires Jules-Ferry et Hippolyte-Cocheris. En 1932, « Perray-sur-Orge » comptait 3 106 habitants, contre seulement 2 056 à Sainte-Geneviève-des-Bois. Mais une délibération de juin 1932 rejeta la création de deux communes distinctes, évoquant l’augmentation des charges déjà lourdes des contribuables.

### Histoire contemporaine
En 1933 fut édifié en centre-ville le marché couvert, accompagnant l’urbanisation rapide. La même année fut aussi aménagée une halle couverte à proximité de la gare du Perray. En 1935, ce fut l’hôtel de ville, considéré à l’époque comme grandiose pour une si petite commune qui fut construit, puis inauguré en 1936. En 1939 fut consacrée l’église russe orthodoxe Notre-Dame-de-la-Dormition, confirmant l’importance de cette communauté dans la ville.
Une importante unité de DCA allemande occupait la ville durant la Seconde Guerre mondiale. Durant cette période, le couple Lucienne et Pierre Lagarde se sont illustrés en venant en aide à des réfugiés juifs, geste qui leur valu en 1994 la reconnaissance du titre de Juste parmi les nations par le comité pour Yad Vashem,.
Libéré par les troupes américaines le 19 août 1944, le secteur n’avait pas vraiment souffert de la guerre. C’est plus une réhabilitation des quartiers de la basse ville, le long de la voie ferrée, qu’il fallut mettre en place. La ville fut peu à peu urbanisée massivement mais resta, longtemps, bien coupée de l’agglomération parisienne. Pour preuve, le premier centre commercial en France s’y implanta en 1963 sous l’appellation Carrefour. On parlait à l’époque d’un « magasin à la campagne ».
En 1973, la commune racheta le château du Parc-Pierre, restauré en 1985 pour devenir le centre de loisirs municipal. En 1979, la municipalité fit construire une serre dans le parc du château pour permettre le fleurissement de la commune. Dans les années 1980, une zone industrielle et commerciale fut mise en place. La zone de la Croix Blanche est aujourd’hui le premier parc commercial d’Île-de-France. La ville a été mangée par le continuum urbain de la région parisienne, mais semble, à ce titre, constituer une limite entre le monde urbanisé et celui de la périurbanisation. En 1988, le marché couvert reçut en décoration une large fresque murale réalisée par Louis Molinari, symbolisant la devise républicaine nationale. En 1999, la commune reçut la visite du premier ministre français Lionel Jospin et du Ministère de l'Intérieur Jean-Pierre Chevènement pour contrôler la mise en place de la police régionale des transports.
En 2002, la commune fut à nouveau mise en avant lors de l’occupation de la chapelle du Sacré-Cœur par des étrangers en situation irrégulière. En 2006, la ville fait l'objet d'une forte exposition médiatique à la suite de l'Affaire du gang des barbares (ou affaire Ilan Halimi), au cours de laquelle Ilan Halimi, un juif de 23 ans, est séquestré pendant trois semaines avant d'être retrouvé mort non loin de la gare municipale. La ville est de nouveau mise sur le devant de la scène en 2007 avec l’agression violente d’un automobiliste.

## Politique et administration

### Rattachements administratifs et électoraux
Antérieurement à la loi du 10 juillet 1964, la commune faisait partie du département de Seine-et-Oise. La réorganisation de la région parisienne en 1964 fit que la commune appartient désormais au département de l'Essonne et à son arrondissement de Palaiseau après un transfert administratif effectif au 1er janvier 1968. Pour l'élection des députés, elle fait partie de la dixième circonscription de l'Essonne.
De 1801 à 1973, elle fait partie du canton de Longjumeau, avant de devenir, lors de la mise en place de l'Essonne, le chef-lieu du canton de Sainte-Geneviève-des-Bois. Dans le cadre du redécoupage cantonal de 2014 en France, la commune est désormais le bureau centralisateur de ce canton, dont le nombre de communes a été accru.
L’organisation juridictionnelle rattache les justiciables génovéfains au tribunal d’instance et conseil de prud’hommes de Longjumeau, aux tribunaux de grande instance et de commerce d’Évry et à la cour d'appel de Paris.

### Intercommunalité
La commune était le siège de la communauté d'agglomération du Val d'Orge, créée en 2001.
Dans le cadre de la mise en œuvre de la loi MAPAM du 27 janvier 2014, qui prévoit la généralisation de l'intercommunalité à l'ensemble des communes et la création d'intercommunalités de taille importante, le projet de  schéma régional de coopération intercommunale de février 2015 prévoyait la création, en Essonne, d’une agglomération de plus de 500 000 habitants regroupant 48 communes, allant de l’Arpajonnais au SAN de Sénart Ville Nouvelle en Seine-et-Marne. Après concertation, ce projet a été amendé et le préfet de la région d'Île-de-France approuve le 4 mars 2015 un schéma régional de coopération intercommunale qui prévoit notamment la « fusion de la communauté d'agglomération du Val d'Orge et de la communauté de communes de l'Arpajonnais »
Cette fusion est intervenue le 1er janvier 2016, créant la nouvelle Communauté d'agglomération Cœur d'Essonne Agglomération dont est désormais membre Sainte-Geneviève-des-Bois.
En 2017, elle est également du syndicat mixte Orge-Yvette-Seine (SMOYS).

### Tendances et résultats politiques
L’analyse des derniers résultats électoraux enregistrés à Sainte-Geneviève-des-Bois tend à montrer un certain ancrage à gauche et plus particulièrement une fidélité à la gauche gouvernementale et une forte tendance à l’abstention, quel que soit le scrutin.
Ainsi, le référendum organisé en 2000 concernant la réforme de la durée du mandat présidentiel ne mobilisait que 29 % des électeurs inscrits, les élections européennes de 2004 et 2009 seulement 40 %, suivant les moyennes nationales, mais surtout, les élections, ailleurs bien suivies étaient dans la commune moins mobilisatrices, avec à peine 60 % de participation aux deux dernières élections législatives et à peine 56 % aux élections municipales. Dans ce contexte, les candidats « installés » se démarquent, laissant penser à un vote conservateur, avec l’élection sans discontinuer depuis 1988 du député Julien Dray (PS), l’élection de l’ancien maire Pierre Champion (DVG) au poste de conseiller général et l’élection dès le premier tour à trois reprises du maire socialiste Olivier Léonhardt en 2001, 2008 et 2014.
De la même façon, en 2004, le candidat Jean-Paul Huchon (PS) remportait à Sainte-Geneviève-des-Bois 56,88 % des voix contre seulement 32,57 à son adversaire Jean-François Copé (UMP) et cette même année, le candidat Harlem Désir (PS) engrangeait quinze points de plus que le second Patrick Gaubert (UMP) lors de l’élection européenne.
En 2009, à nouveau lors de l’élection européenne, suivant la tendance nationale la majorité présidentielle arriva en tête dans la commune mais là encore, les électeurs génovéfains accordèrent pour 17 % d’entre eux leur confiance au candidat socialiste, le plaçant en seconde position et se distinguant alors du reste du territoire. Cette propension au vote socialiste se dégagea aussi en 2007, la candidate Ségolène Royal (PS) obtenant au deuxième tour un meilleur score qu’ailleurs en France ou dans le département, et bénéficia en 2002 au candidat Jacques Chirac (RPR) par le jeu du report de voix et du « barrage » organisé contre l’extrême droite de Jean-Marie Le Pen (FN).
Face aux institutions européennes, les électeurs génovéfains se sont montrés partagés lors du référendum de 2005, ne rejetant le traité de Rome de 2004 qu’à 51,99 % alors qu’ils avaient été 53,21 % à approuver le traité de Maastricht. Des sections du MoDem, du Parti communiste français, du Parti socialiste sont installées dans la commune.
Élections présidentielles, résultats des deuxièmes tours
- Élection présidentielle de 2002 : 84,54 % pour Jacques Chirac (RPR), 15,46 % pour Jean-Marie Le Pen (FN), 80,10 % de participation[56].
- Élection présidentielle de 2007 : 50,78 % pour Nicolas Sarkozy (UMP), 49,22 % pour Ségolène Royal (PS), 83,58 % de participation[57].
- Élection présidentielle de 2012 : 55,48 % pour François Hollande (PS), 44,52 % pour Nicolas Sarkozy (UMP), 81,64 % de participation[58].
- Élection présidentielle de 2017 : 72,95 % pour Emmanuel Macron (LREM), 27,05 % pour Marine Le Pen (FN), 75,37 % de participation[59].
- Élection présidentielle de 2022 : 65,43 % pour Emmanuel Macron (LREM), 34,57 % pour Marine Le Pen (FN), 70,07 % de participation[60].

Élections législatives, résultats des deuxièmes tours
- Élections législatives de 2002 : 51,98 % pour Julien Dray (PS), 48,02 % pour Francis Decoux (UMP), 60,61 % de participation[61].
- Élections législatives de 2007 : 51,44 % pour Julien Dray (PS), 48,56 % pour Laurence Gaudin (UMP), 60,02 % de participation[62].
- Élections législatives de 2012 : 54,09 % pour Malek Boutih (PS), 45,91 % pour Marianne Duranton (PR), 54,56 % de participation[63].
- Élections législatives de 2017 : 54,85 % pour Pierre-Alain Raphan (LREM), 45,15 % pour Charlotte Girard (LFI), 41,16 % de participation[64].
- Élections législatives de 2022 : 50,12 % pour Nadia Carcasset (LREM), 49,88 % pour Antoine Léaument (LFI), 45,99 % de participation[65].

Élections européennes, résultats des deux meilleurs scores
- Élections européennes de 2004 : 29,99 % pour Harlem Désir (PS), 13,48 % pour Patrick Gaubert (UMP), 43,73 % de participation[66].
- Élections européennes de 2009 : 25,20 % pour Michel Barnier (UMP), 17,44 % pour Harlem Désir (PS), 40,38 % de participation[67].
- Élections européennes de 2014 : 22,17 % pour Aymeric Chauprade (FN), 18,00 % pour Alain Lamassoure (UMP), 41,29 % de participation[68].
- Élections européennes de 2019 : 22,56 % pour Nathalie Loiseau (LREM), 18,52 % pour Jordan Bardella (FN), 49,58 % de participation.

Élections régionales, résultats des deux meilleurs scores
- Élections régionales de 2004 : 56,88 % pour Jean-Paul Huchon (PS), 32,57 % pour Jean-François Copé (UMP), 64,61 % de participation[69].
- Élections régionales de 2010 : 63,51 % pour Jean-Paul Huchon (PS), 36,49 % pour Valérie Pécresse (UMP), 46,84 % de participation[70].
- Élections régionales de 2015 : 46,24 % pour Claude Bartolone (PS), 35,80 % pour Valérie Pécresse (LR), 56,71 % de participation[71].

Élections cantonales et départementales, résultats des deuxièmes tours
- Élections cantonales de 2004 : 57,32 % pour Pierre Champion (DVG) élu au premier tour, 20,66 % pour Henri Prévot (UMP), 62,87 % de participation[72].
- Élections cantonales de 2011 : 71,85 % pour Frédéric Petitta (DVG), 28,15 % pour Gaël Fouilleul (FN), 43,16 % de participation[73].
- Élections départementales de 2015 : 57,31 % pour Frédéric Petitta (PS) et Marjolaine Rauze (PCF), 42,69 % pour Marianne Duranton (UDI) et Claude Lourdin (UMP), 46,43 % de participation[74].

Élections municipales, résultats des deuxièmes tours
- Élections municipales de 2001 : 67,93 % pour Pierre Champion (DVG) élu au premier tour, 32,07 % pour Henri Prévot (DVD), 56,90 % de participation[75].
- Élections municipales de 2008 : 67,24 % pour Olivier Léonhardt (PS) élu au premier tour, 16,02 % pour Charles Fréalle (UMP), 56,72 % de participation[76].
- Élections municipales de 2014 : 51,41 % pour Olivier Léonhardt (PS) élu au premier tour, 25,10 % pour Jean Pouch (UMP), 57,29 de participation[77].
- Élections municipales de 2020 : 56,95 % pour Frédéric Petitta (PS) élu au premier tour, 19,50 % pour Thomas Zlowodzki (DVD), 37,88 de participation.

Référendums
- Référendum de 2000 relatif au quinquennat présidentiel : 74,69 % pour le Oui, 25,31 % pour le Non, 28,98 % de participation[78].
- Référendum de 2005 relatif au traité établissant une Constitution pour l’Europe : 51,99 % pour le Non, 48,01 % pour le Oui, 69,35 % de participation[79].

### Politique locale
Le conseil municipal est composé de trente-neuf élus, compte tenu de la population de la commune.

### Liste des maires
Quarante maires se sont succédé à la tête de Sainte-Geneviève-des-Bois depuis l’élection du premier en 1790 :

### Démocratie participative
La commune a en place en 2002 un conseil des sages regroupant trente retraités.

### Finances locales
En 2009, la commune disposait d’un budget de 52 204 000 € dont 39 493 000 € de fonctionnement et 12 711 000 € d’investissement, financés pour 33,73 % par les impôts locaux avec des taux fixés à 15,93 % pour la taxe d'habitation, 13,84 % et 45,52 % pour la taxe foncière sur le bâti et le non-bâti et 19,64 % pour la taxe professionnelle fixée par l’intercommunalité. Cette même année, la dette communale s’élevait à 46 585 000 € euros.

### Jumelages
| Sainte-Geneviève-des-Bois Penafiel Obertshausen |

Sainte-Geneviève-des-Bois a développé des associations de jumelage ou de partenariat avec :
- Penafiel (Portugal) depuis juin 1999, située à 1 173 kilomètres[98] ;
- Obertshausen (Allemagne) depuis 1971, située à 500 kilomètres[99] ;
- Mikołów (Pologne).

## Population et société

### Démographie

#### Évolution démographique
L'évolution du nombre d'habitants est connue à travers les recensements de la population effectués dans la commune depuis 1793. Pour les communes de plus de 10 000 habitants les recensements ont lieu chaque année à la suite d'une enquête par sondage auprès d'un échantillon d'adresses représentant 8 % de leurs logements, contrairement aux autres communes qui ont un recensement réel tous les cinq ans,.

En 2022, la commune comptait 35 714 habitants, en évolution de −0,4 % par rapport à 2016 (Essonne : +2,89 %, France hors Mayotte : +2,11 %).
| 1793 | 1800 | 1806 | 1821 | 1831 | 1836 | 1841 | 1846 | 1851 |
| ---- | ---- | ---- | ---- | ---- | ---- | ---- | ---- | ---- |
| 304  | 280  | 329  | 320  | 319  | 290  | 304  | 301  | 267  |

| 1856 | 1861 | 1866 | 1872 | 1876 | 1881 | 1886 | 1891 | 1896 |
| ---- | ---- | ---- | ---- | ---- | ---- | ---- | ---- | ---- |
| 296  | 301  | 310  | 319  | 402  | 453  | 494  | 551  | 681  |

| 1901 | 1906 | 1911 | 1921 | 1926  | 1931  | 1936  | 1946   | 1954   |
| ---- | ---- | ---- | ---- | ----- | ----- | ----- | ------ | ------ |
| 648  | 732  | 839  | 886  | 2 894 | 5 567 | 7 390 | 10 675 | 11 219 |

| 1962   | 1968   | 1975   | 1982   | 1990   | 1999   | 2006   | 2011   | 2016   |
| ------ | ------ | ------ | ------ | ------ | ------ | ------ | ------ | ------ |
| 17 660 | 23 684 | 31 859 | 30 439 | 31 286 | 32 125 | 34 024 | 34 771 | 35 859 |

| 2021   | 2022   | - | - | - | - | - | - | - |
| ------ | ------ | - | - | - | - | - | - | - |
| 35 846 | 35 714 | - | - | - | - | - | - | - |

Sainte-Geneviève-des-Bois fut longtemps un village puis un bourg avant de connaître une croissance démographique exponentielle au XXe siècle.
Lors du premier recensement en 1793, la commune ne comptait qu'environ trois cents habitants, chiffre qui évolua peu jusqu'en 1872. Démarre alors une croissance d’abord lente, qui permet à la commune d'atteindre 886 habitants en 1921. Le recensement de 1926 marque le début d'une poussée démographique plus forte (près de 7 400 habitants en 1936) ; la commune dépasse le cap des dix mille habitants en 1946. Le lotissement du territoire, notamment des bois communaux se poursuivit avec l’édification du grand ensemble des Aunettes qui permet à la commune de compter en 1962 près de 18 000 résidents et de se stabiliser autour de trente mille Génovéfains entre 1975 et 1990. La population approche désormais les 36 000 habitants.
L’immigration représente une part relativement importante dans cette croissance démographique puisque 10 % de la population en 1999 était étrangère, chiffre porté à 18,6 % dans le grand ensemble des Aunettes. Parmi ces populations étrangères, 3,6 % étaient portugaises, 1,3 % algériennes, 1 % marocaines, 0,7 % turques, 0,5 % tunisiennes, 0,4 % italiennes et 0,2 % espagnoles.[Passage à actualiser]

#### Pyramide des âges
En 2018, le taux de personnes d'un âge inférieur à 30 ans s'élève à 37,7 %, soit en dessous de la moyenne départementale (39,9 %). À l'inverse, le taux de personnes d'âge supérieur à 60 ans est de 22,3 % la même année, alors qu'il est de 20,1 % au niveau départemental.
En 2018, la commune comptait 17 493 hommes pour 18 522 femmes, soit un taux de 51,43 % de femmes, légèrement supérieur au taux départemental (51,02 %).
Les pyramides des âges de la commune et du département s'établissent comme suit.
| Hommes | Classe d’âge | Femmes |
| ------ | ------------ | ------ |
| 0,5    | 90 ou +      | 1,6    |
| 5,8    | 75-89 ans    | 8,2    |
| 14,1   | 60-74 ans    | 14,2   |
| 20,6   | 45-59 ans    | 20,4   |
| 19,4   | 30-44 ans    | 19,5   |
| 18,0   | 15-29 ans    | 17,5   |
| 21,6   | 0-14 ans     | 18,5   |

| Hommes | Classe d’âge | Femmes |
| ------ | ------------ | ------ |
| 0,5    | 90 ou +      | 1,4    |
| 5,4    | 75-89 ans    | 7,2    |
| 12,9   | 60-74 ans    | 13,9   |
| 20     | 45-59 ans    | 19,4   |
| 19,9   | 30-44 ans    | 20,1   |
| 20     | 15-29 ans    | 18,2   |
| 21,3   | 0-14 ans     | 19,8   |

### Enseignement

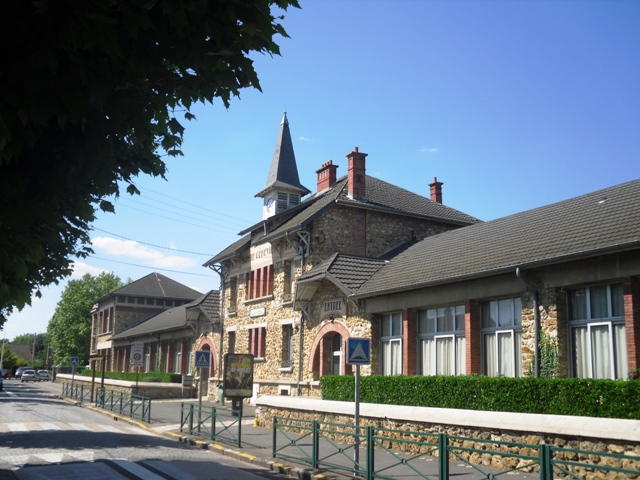
L’école Hippolyte-Cocheris.

Les établissements scolaires de Sainte-Geneviève-des-Bois sont rattachés à l’académie de Versailles.
En 2010, la commune accueille sur son territoire les écoles maternelles Tony-Lainé, Joliot-Curie, de l’Étang, Paul-Vaillant-Couturier, Fernand-Léger, les écoles élémentaires Ferdinand-Buisson, Jean Jaurès, Hippolyte-Cocheris, Marcel-Cachin, les écoles primaires Romain-Rolland, Jean-Macé, Albert-Aubel, Youri-Gagarine, Denis-Diderot et Louis-Pergaud.
La poursuite d’études se fait ensuite dans les trois collèges que compte en 2009 la commune, Jean-Macé, Jules-Ferry et Paul-Éluard, puis au lycée général et technologique Albert-Einstein ou au lycée professionnel Paul-Langevin.
Un service d'éducation spécialisée et de soins à domicile est implanté en 2009 dans la commune à partir des centres Clairval et Henri-Dunant, le centre médico-psycho-pédagogique Henri-Wallon prend en charge les enfants inadaptés.
La commune dispose pour l’accueil des jeunes enfants d’une crèche collective et d’une crèche familiale regroupant un réseau d’assistantes maternelles.
La fédération des parents d’élèves de l’enseignement public et la fédération des conseils de parents d'élèves sont présentes en 2009 dans les établissements de la commune, plusieurs foyers socio-éducatifs participent à l’animation des établissements du second degré. La commune accueille aussi un centre d'information et d'orientation.

### Culture

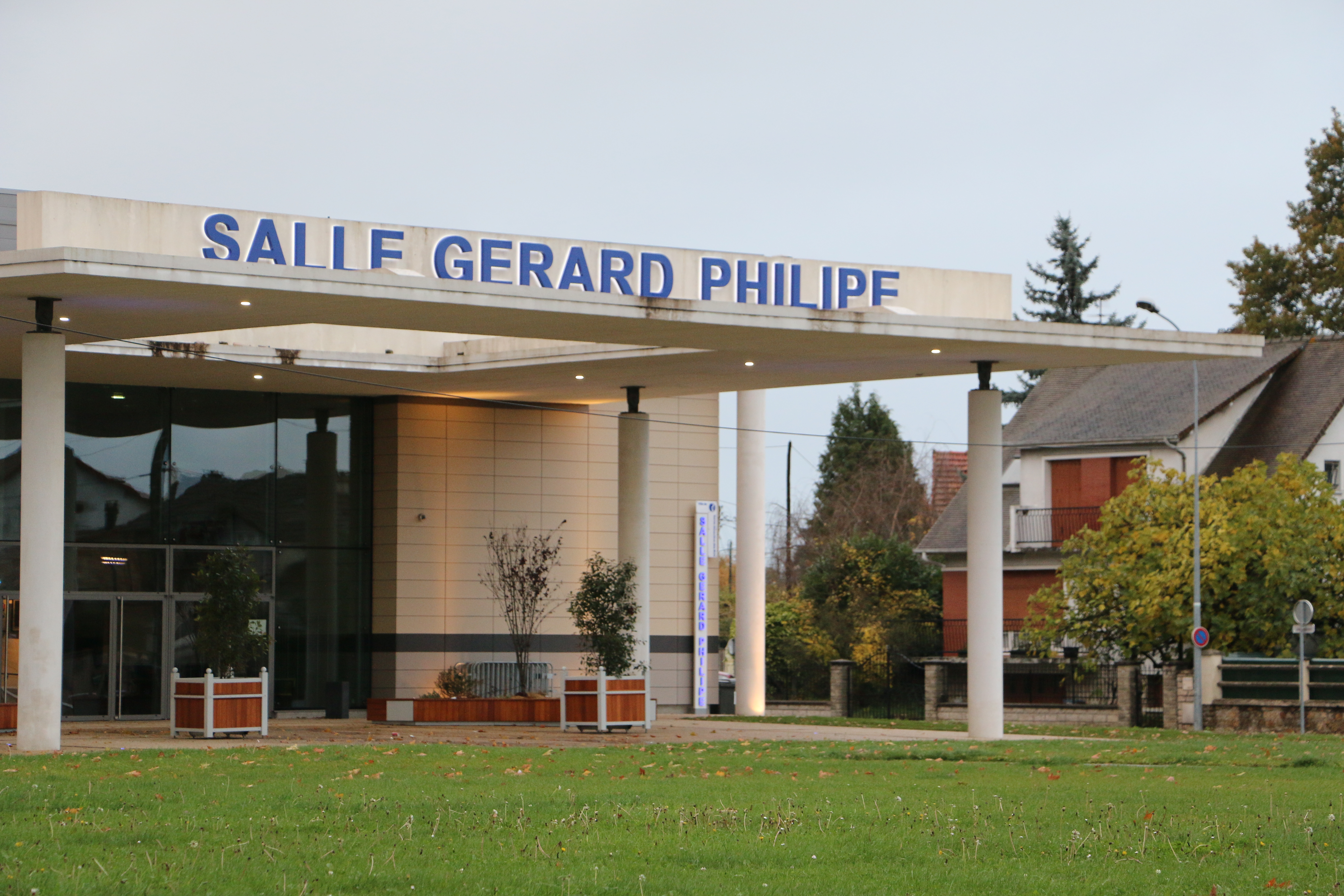
Salle Gérard-Philipe.

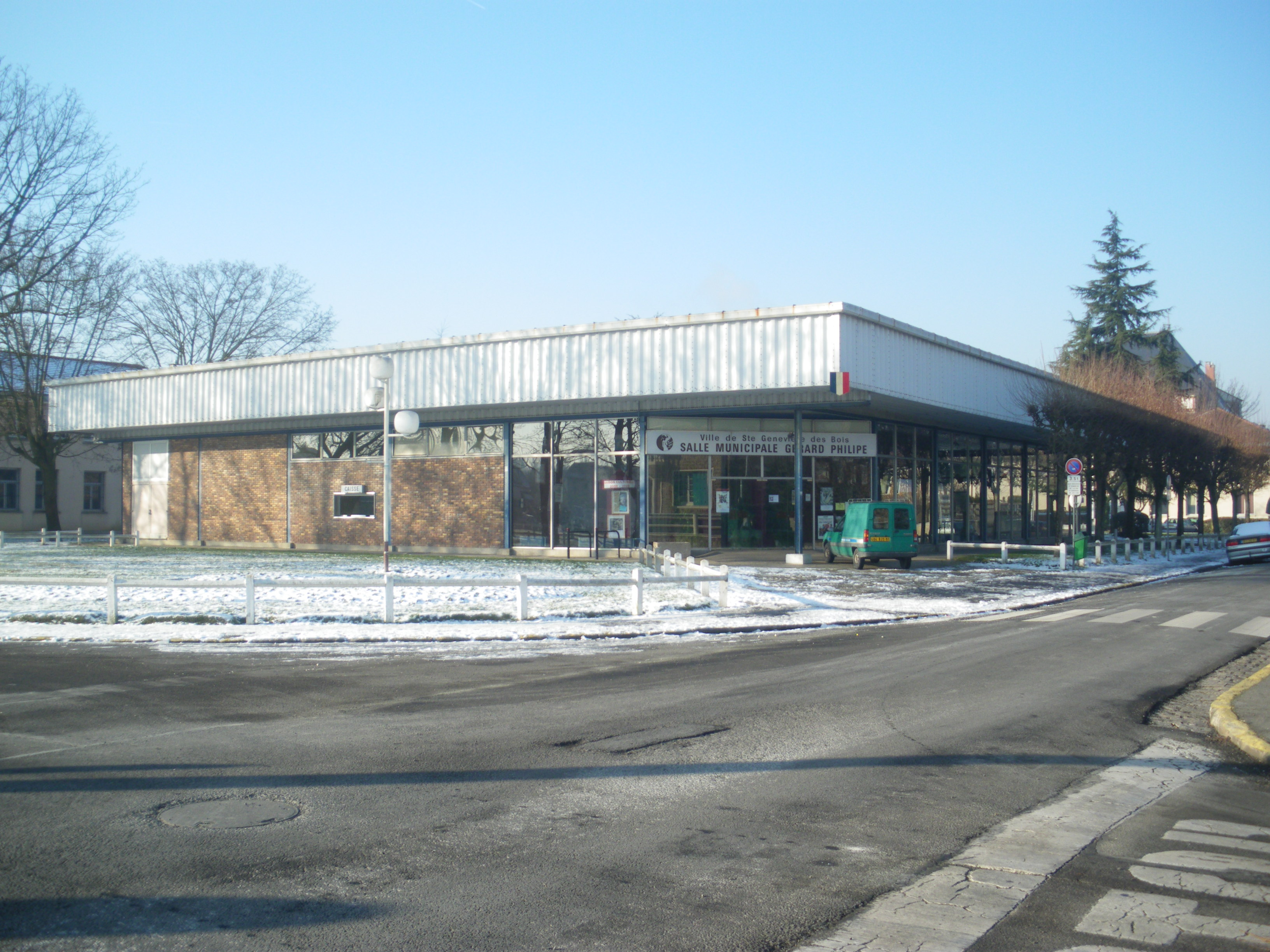
La salle Gérard-Philipe avant sa reconstruction.

Sainte-Geneviève-des-Bois dispose de plusieurs espaces d’expression ou de diffusion culturelle dont la salle polyvalente -, inaugurée en 1971 et entièrement rénovée et rouverte en 2011. Le donjon, qui centralise le service culturel municipal et une salle d’exposition, la maison des jeunes et de la culture, la médiathèque Jacques-Brel et les trois bibliothèques réparties sur le territoire, Jean-Rostand, François-Mauriac et Honoré-de-Balzac.
Le centre artistique Rudolf-Noureev inauguré en octobre 2003 sous le haut parrainage de l’Opéra de Paris et de la Fondation Rudolf NOUREEV en présence de monsieur Hugues GALL et dm Madame Elisabeth MAURIN, danseuse étoile, est un lieu d’enseignement, de diffusion et de création artistique et culturelle. Il regroupe au sein d’une même direction, une structure d’enseignement (Conservatoire de Musique, Danse, Théâtre et école d'Arts Plastiques) qui bénéficie d’un classement du ministère de la Culture, ainsi que d’un lieu de diffusion (l'auditorium Noureev).
Le centre Noureev est un lieu privilégié d’initiation et de formation aux disciplines artistiques de l'éveil pluridisciplinaire jusqu'au 3e cycle d'enseignement.Il est également un acteur essentiel pour tous les amateurs qui souhaitent bénéficier d’une formation adaptée, afin d’acquérir une autonomie artistique.
Établissement culturel local, le centre Noureev participe au rayonnement et au développement des arts et de la culture sur son territoire en cohérence avec les orientations définies par ses tutelles et travaille en partenariat avec les établissements de l’agglomération du Val d’Orge, ainsi qu’avec d’autres structures en France et en Europe. Le centre Noureev est également un partenaire privilégié sous convention avec l'Éducation Nationale qui intervient dans les écoles primaires et maternelles.
L’auditorium Noureev (144 à 200 places assises) accueille tout au long de l'année des artistes de la scène Française et Internationale à des tarifs accessibles aux plus grand nombre (5,50 € à 10 €).

Au cours de l’année, des expositions sont organisées dans les différents bâtiments communaux. Au total, quatre-vingts associations participent à l’animation et à la formation culturelle dans la commune. La salle de cinéma les 4-Perray est installée dans l’avenue principale.

### Sports

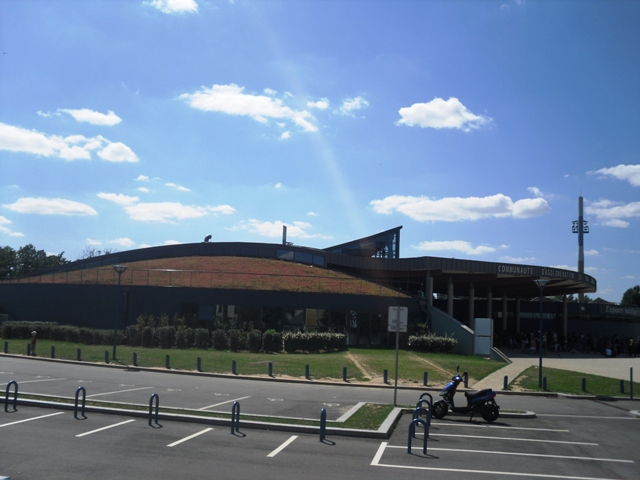
L’espace nautique intercommunal.

Sainte-Geneviève-des-Bois dispose de diverses installations sportives dont la plus importante est le parc des sports, équipé de six terrains de football dont un d’honneur et du gymnase Raymond-Poulidor équipé d’un mur d'escalade.
Répartis sur le territoire se trouvent aussi le stade de tennis Guy-Môquet équipé de douze courts de tennis dont quatre couverts, le stade de rugby avec deux terrains en herbe, le stade d’athlétisme Raymond-Poulidor équipé d’une piste d'athlétisme et d’un terrain de football, le complexe sportif Nicolas-Copernic équipé d’un gymnase et des dojos Nicolas-Copernic et Gérard-Bailo, la salle de boxe municipale, le gymnase Albert-Aubel équipé d’une salle de tennis de table, d’un gymnase et d’une salle d'armes, le gymnase Romain-Rolland équipé d’un gymnase et d’un plateau extérieur avec piste d’athlétisme et terrain de football, le gymnase Hippolyte-Cocheris et le gymnase Maxime-Négro dotés chacun d’un skatepark.
La commune accueille aussi l’espace nautique intercommunal du Val d’Orge équipé d’un bassin de vingt-cinq mètres, d’un bassin de trois cents mètres carrés intérieur et d’un bassin de cent mètres carrés extérieur.
Chaque année est organisé une course urbaine, la Génovéfaine, avec trois parcours de un, trois et dix kilomètres à travers le centre-ville.
Cinquante et une associations organisent la pratique sportive dans la commune, parmi lesquels Sainte-Geneviève Sports, fondé en 1936 dont la section football évoluera en championnat de France amateur 2 pour la saison 2009-2010 et dont la section de rugby à XV féminin a participé au championnat de France de rugby à XV féminin 2006-2007. La section judo se distingue aussi en faisant partie des meilleurs clubs français, avec notamment deux titres de champion de France par équipes (en 2016 et 2017). Plusieurs judokas de SGS sont ou ont été en équipe de France : Frédéric Demontfaucon, David Larose, Jean-Sébastien Bonvoisin, Aurore Climence, Ketty Mathé ou encore Ludovic Gobert, Julian Kermarrec, Mélodie Vaugarny, Cédric Olivar et beaucoup d'autres.
La commune fut ville-étape du tour cycliste de l'Essonne en 1977 et la dernière ville-étape du Tour de France 1995.
Cette commune possède aussi un centre équestre.
La commune accueille également le Tim Essonne, une compétition junior de tennis internationale.

### Santé

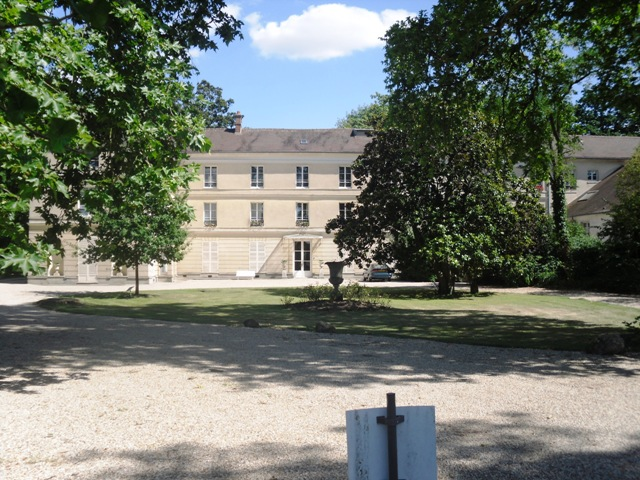
La maison de retraite russe.

Depuis la fermeture[Quand ?] de la partie génovéfaine de l’hôpital psychiatrique Perray-Vaucluse qui occupait une part importante du territoire, Sainte-Geneviève-des-Bois ne dispose plus d’aucun établissement de santé.
Cependant, plusieurs établissements d’hébergement pour personnes âgées dépendantes sont installées en 2009 dans la commune, dont la Maison Russe, la Maison de la Forêt de Séquigny, les Jardins du Plessis et les résidences Jean-Rostand et Albert-Perissin. Deux associations d’aide au maintien à domicile œuvrent dans la commune, Équilibre et l’Agef 91.
En 2013, deux centres de protection maternelle et infantile, et un centre de planification familiale sont implantés à Sainte-Geneviève-des-Bois.
Soixante-dix-neuf médecins, trente chirurgiens-dentistes et onze pharmaciens exercent en 2009 dans la commune.

### Autres services publics
Sainte-Geneviève-des-Bois, par sa concentration importante de population accueille aujourd’hui divers services publics. La maison des services publics Claude-Rolland regroupe les services municipaux.
En 2009-2010, trois bureaux de poste sont répartis sur le territoire en centre-ville, à la gare et au Parc-Pierre, la commune dispose aussi d’une antenne de la caisse d’allocations familiales et une de la caisse primaire d'assurance maladie, une agence pôle emploi et une trésorerie principale.
La sécurité de la commune est assurée en 2009 par le commissariat de police et le centre de secours mixte présent sur son territoire.
En 2009, une étude de notaire est installée dans la commune.
La maison d'arrêt de Fleury-Mérogis, d’une capacité de 2 855 places –  si elle occupe majoritairement des terrains de la commune voisine – dispose de son adresse postale à Sainte-Geneviève-des-Bois.

### Lieux de culte
En 2009, la paroisse catholique de Sainte-Geneviève-des-Bois est rattachée au diocèse d'Évry-Corbeil-Essonnes, elle est en outre le siège du doyenné du Val d’Orge-Sainte-Geneviève-des-Bois. La communauté dispose dans la commune de l’église Sainte-Geneviève et des chapelles du Sacré-Cœur et Saint-Jean-Marie-Vianney.
La communauté orthodoxe dispose, toujours en 2009, à Sainte-Geneviève-des-Bois de l'église de la Dormition et du carré russe dans le cimetière communal.
En 2009, la communauté juive est regroupée autour de l’association Acige qui gère le lieu de culte Chevet-Ahim, la communauté musulmane dispose d’une salle municipale gérée par l’association Averroès, et l’église réformée de France dispose du temple La Balise.

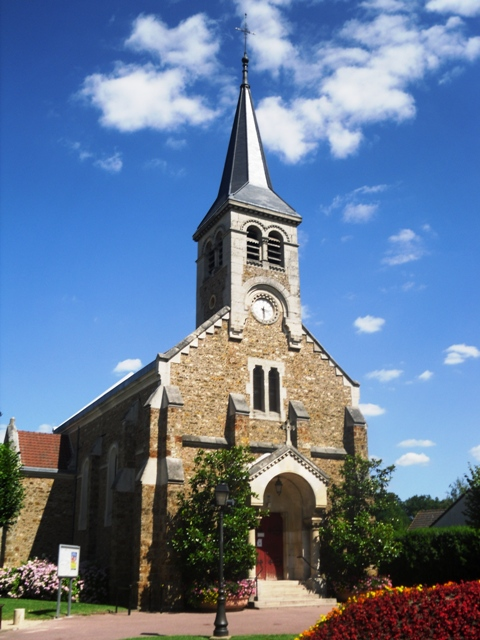
L’église Sainte-Geneviève.
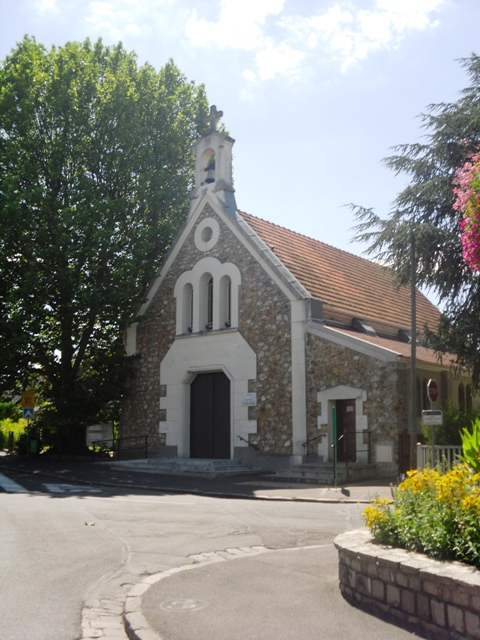
La chapelle Saint-Jean-Marie-Vianney.
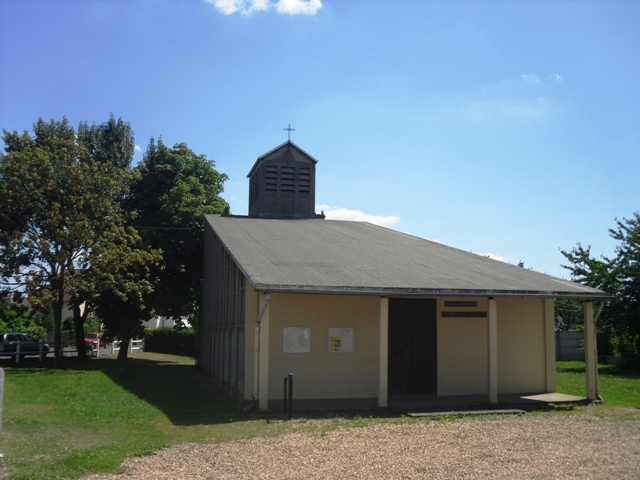
La chapelle du Sacré-Cœur.
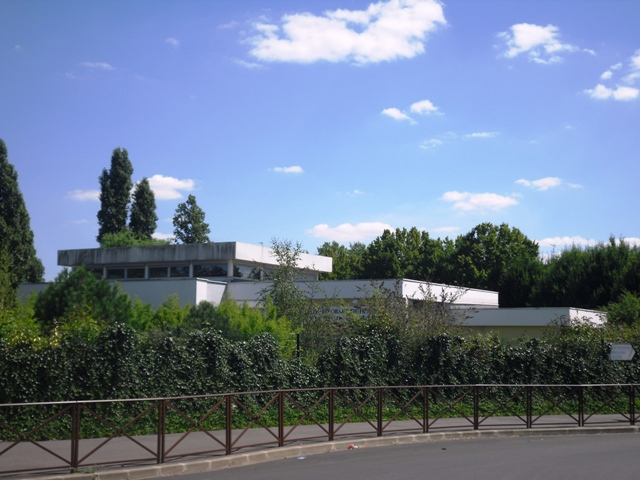
L’église réformée de la Balise.
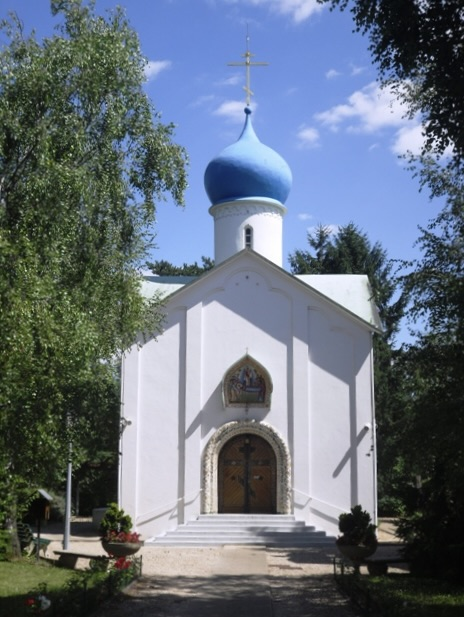
L’église Notre-Dame-de-la-Dormition.

### Médias
La commune est située[Quand ?] dans le bassin d’émission des chaînes de télévision France 3 Paris Île-de-France Centre, d’IDF1 et Téléssonne toutes deux intégrées à Télif. L’hebdomadaire Le Républicain relate les informations locales dans son édition Cœur-Essonne comme la station de radio EFM.

## Économie

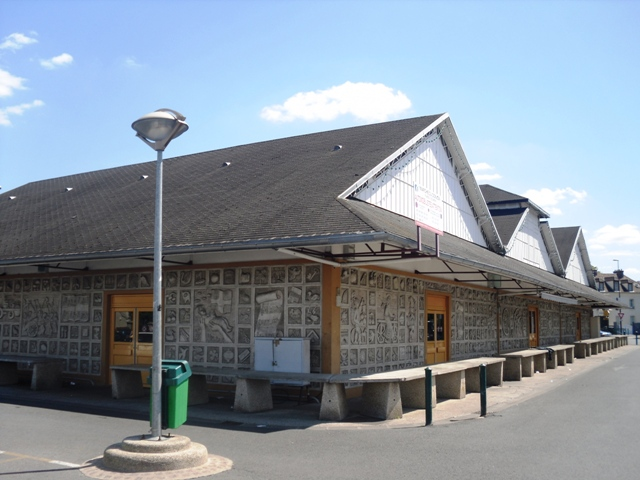
Le marché couvert du Donjon.

Sainte-Geneviève-des-Bois est aujourd’hui intégrée par l’Insee au bassin d'emploi d’Orly qui regroupait en 2006 trente communes et 469 279 habitants, les Génovéfains représentant ainsi 7,25 % du total. Dans cette zone d’emploi, 211 095 personnes occupaient un emploi, pour 84 % d’entre dans le secteur tertiaire, mais le taux de chômage s’élevait en 2006 à 9,7 %.
Dans la commune, la population active comptait alors 16 937 personnes avec un taux de chômage fixé à 9,3 %, en partie dû au fait que l’ensemble des structures économiques de la commune n’offre une capacité d’emploi de seulement 9 813 emplois, obligeant près de la moitié des résidents à s’expatrier dans d’autres zones d’emploi, malgré la présence de l’importante zone commercial de la Croix Blanche qui concentrait à elle seule quatre mille cent soixante-quatre emplois sur sept cent mille mètres carrés de surface commerciale couvert et un tiers des emplois de la commune.
Outre ce visage de « banlieue-dortoir », la commune a ainsi très tôt misé sur le développement de la grande distribution en accueillant dès 1963 le premier hypermarché de France sous l’enseigne Carrefour, et en étant le point de départ du réseau immobilier Cafpi dont elle accueille encore le siège social[réf. nécessaire].
Au total, en 2007, ce sont  1 345 entreprises qui sont implantées à Sainte-Geneviève-des-Bois et 133 qui furent créées. Parmi ces entreprises, deux sont répertoriés en 2009 dans le registre français des émissions polluantes, la chaufferie Idex et cie qui assure le chauffage de la maison d'arrêt de Fleury-Mérogis voisine surveillée pour ses émissions de dioxyde de carbone et la laverie industrielle Anett Trois pour sa demande biologique en oxygène importante et ses prélèvements en eau potable et souterraine importants.
Malgré la mise en place d’un office de tourisme, un seul hôtel (non classé et comptant quarante-cinq chambres) était installé dans la commune (trois en mars 2016)[pas clair].
Au même titre que le tourisme, l’agriculture n’occupe qu’une place marginale dans l’activité économique municipale puisque seulement trois exploitations étaient encore implantées en 2000 employant seulement alors six personnes.
Deux marchés se tiennent dans la commune, place de la gare les samedis, et au marché couvert du donjon les mercredis, vendredis et dimanches.

### Emplois, revenus et niveau de vie
De fait, la catégorie socioprofessionnelle la plus représentée dans la commune était celle des employés, suivie des professions intermédiaires et des ouvriers, les cadres ne représentant que 13 % de la population active municipale.
De la même façon, 85,6 % de la population travaillait dans le secteur tertiaire, dont la majeure partie dans le commerce, le secteur secondaire et le secteur primaire n’occupant qu’une place marginale dans l’activité économique.
Cependant, les salariés génovéfains bénéficient d’une certaine stabilité d’emploi puisque près de 82 % étaient titulaires de la fonction publique ou détenteurs d’un contrat à durée indéterminée.
Cette situation entraine dans la commune une certaine homogénéité sociale, avec un revenu net moyen fixé à 24 829 euros, 65,2 % de la population étaient assujettis à l’impôt sur le revenu et 60 % de la population étant propriétaire de son logement. En 2010, le revenu fiscal médian par ménage était de 35 070 €, ce qui plaçait Sainte-Geneviève-des-Bois au 6 492e rang parmi les 31 525 communes de plus de 39 ménages en métropole.
| Répartition des emplois par catégorie socioprofessionnelle en 2006. |              |                                           |                                                   |                            |                          |                           |
|                                                                     | Agriculteurs | Artisans, commerçants, chefs d’entreprise | Cadres et professions intellectuelles supérieures | Professions intermédiaires | Employés                 | Ouvriers                  |
| Sainte-Geneviève-des-Bois                                           | 0,1 %        | 6,0 %                                     | 13,0 %                                            | 27,1 %                     | 33,8 %                   | 20,0 %                    |
| Zone d’emploi d’Orly                                                | 0,1 %        | 4,6 %                                     | 15,2 %                                            | 27,8 %                     | 30,3 %                   | 22,1 %                    |
| Moyenne nationale                                                   | 2,2 %        | 6,0 %                                     | 15,4 %                                            | 24,6 %                     | 28,7 %                   | 23,2 %                    |
| Répartition des emplois par secteur d'activité en 2006.             |              |                                           |                                                   |                            |                          |                           |
|                                                                     | Agriculture  | Industrie                                 | Construction                                      | Commerce                   | Services aux entreprises | Services aux particuliers |
| Sainte-Geneviève-des-Bois                                           | 0,4 %        | 9,1 %                                     | 6,5 %                                             | 27,7 %                     | 10,8 %                   | 7,5 %                     |
| Zone d’emploi d’Orly                                                | 0,5 %        | 8,1 %                                     | 7,2 %                                             | 15,0 %                     | 14,3 %                   | 6,3 %                     |
| Moyenne nationale                                                   | 3,5 %        | 15,2 %                                    | 6,4 %                                             | 13,3 %                     | 13,3 %                   | 7,6 %                     |
| Sources : Insee                                                     |              |                                           |                                                   |                            |                          |                           |

### Centre commercial La Croix Blanche
L’aménagement de la zone d'activité commerciale de la Croix Blanche est entamé au début des années 1980, en bordure de la Francilienne. C’est en 2009 le plus grand pôle commercial d’Île-de-France avec cent soixante quatre enseignes occupant plus de sept cent mille mètres carrés de surface commerciale couverte et employant plus de trois mille personnes.

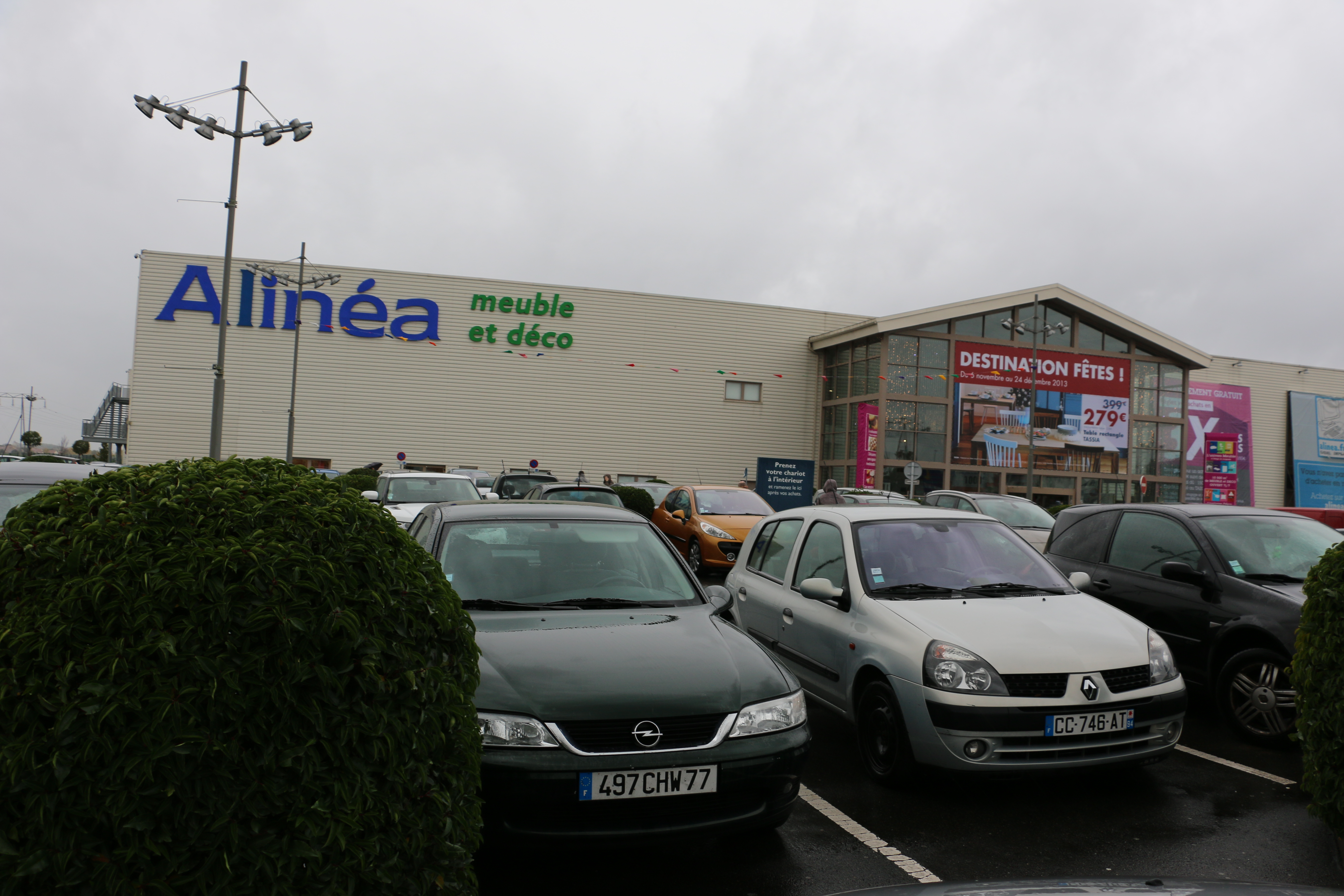
Croix Blanche - Alinea.
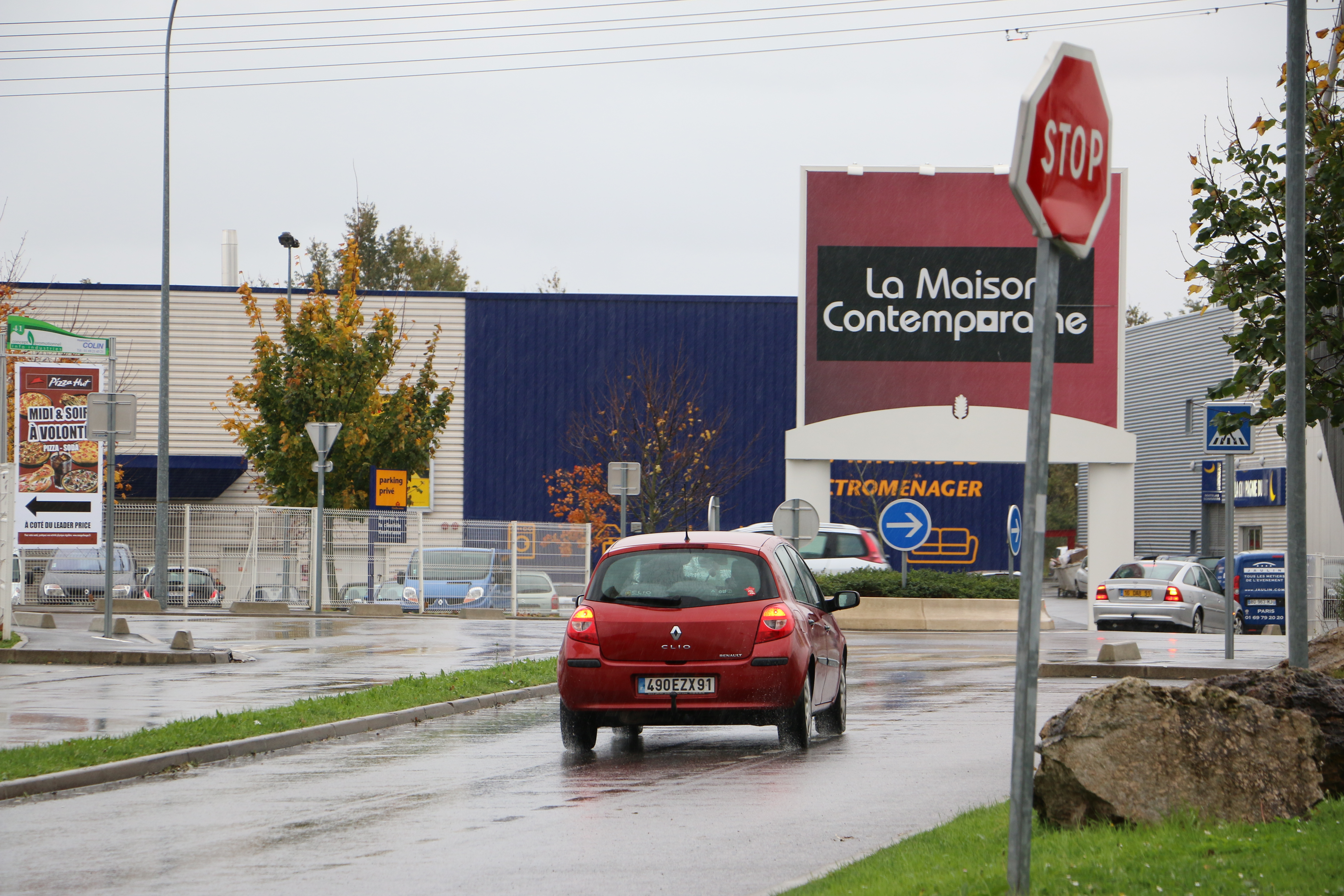
Croix Blanche.
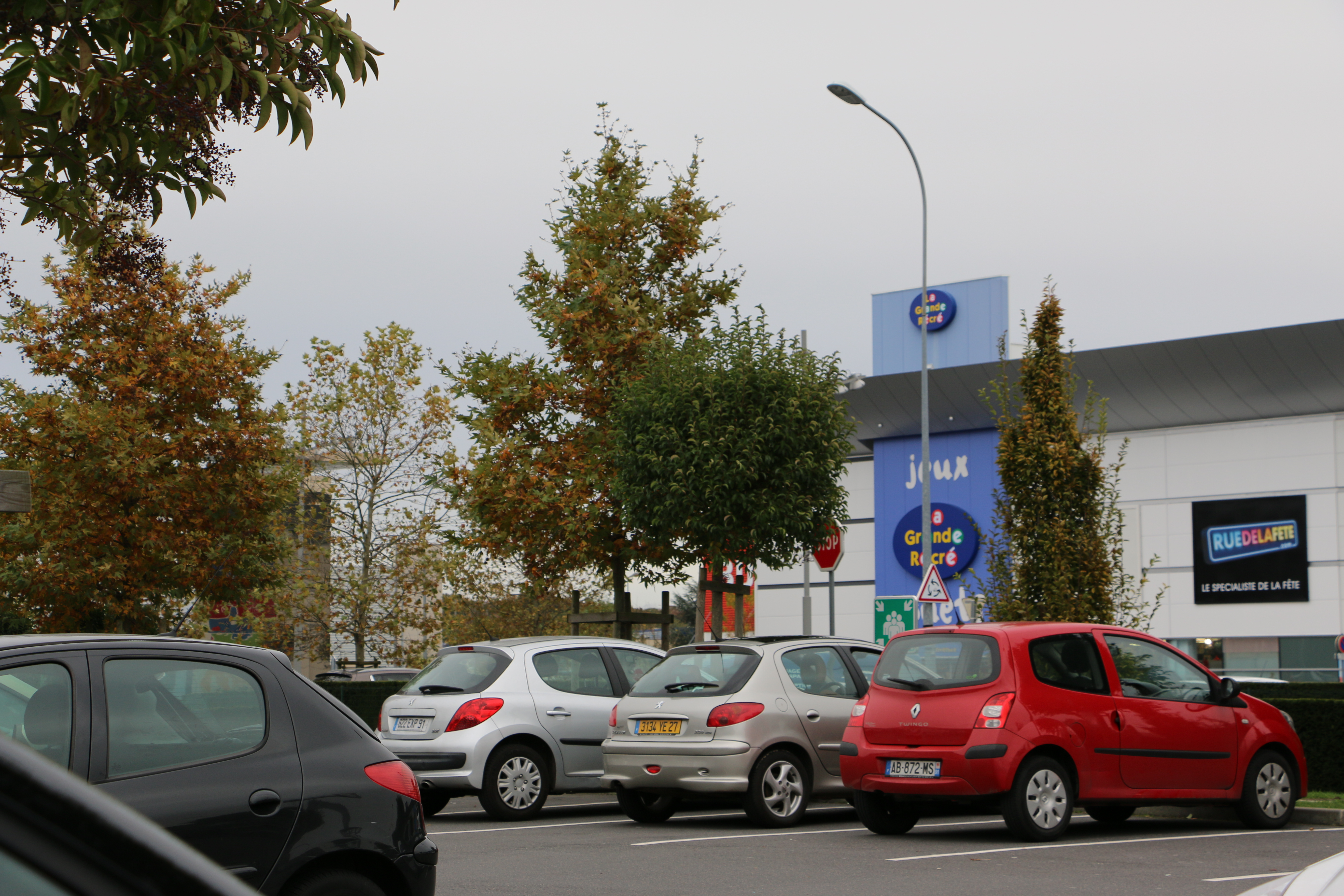
Croix Blanche.
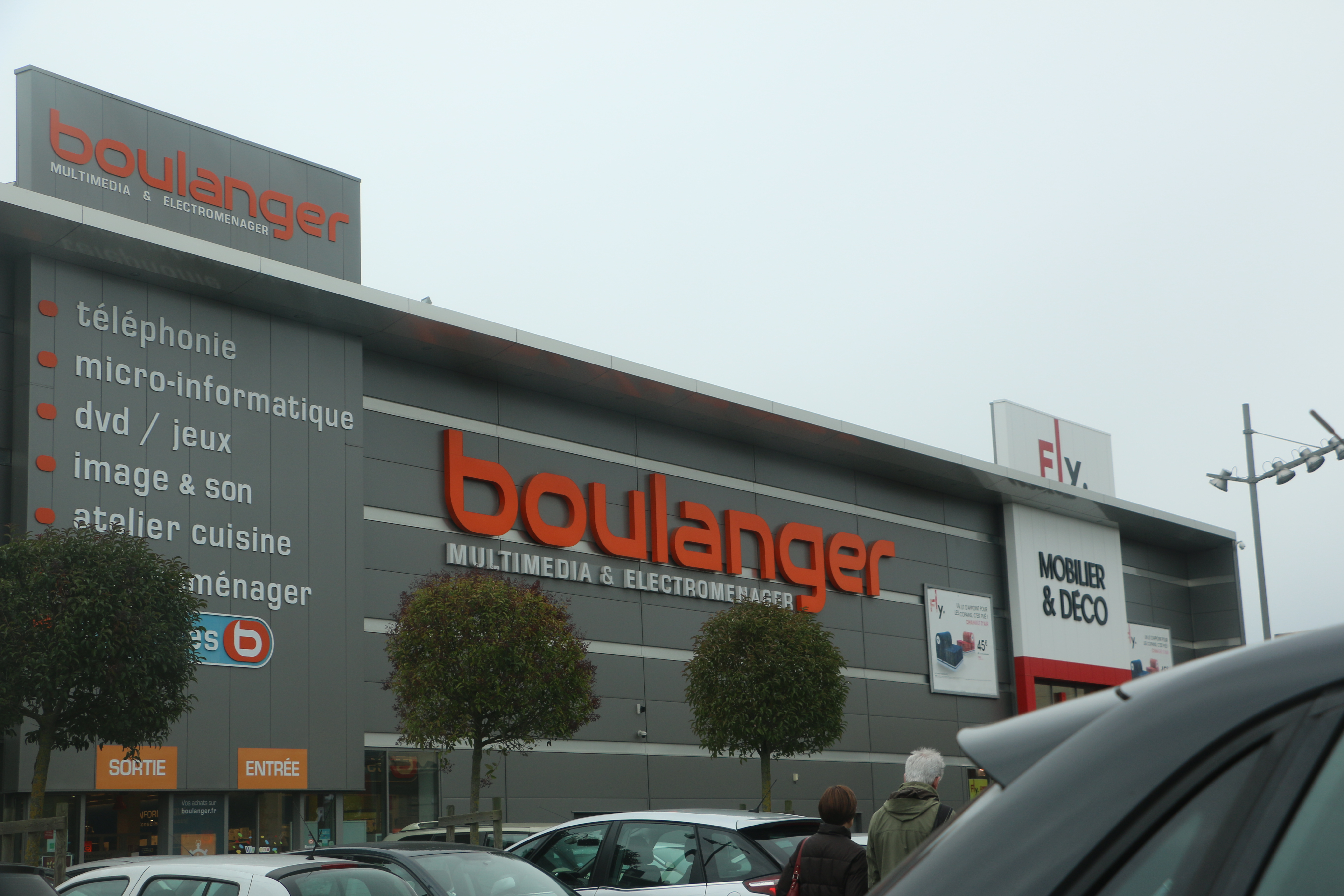
Croix Blanche - Boulanger.

## Culture locale et patrimoine

### Patrimoine environnemental
Malgré le lotissement débridé[non neutre] de la vaste forêt de Séquigny au XXe siècle, soixante-quinze hectares sont occupés en 2009 par les espaces boisés à l’est du territoire et dix-sept hectares par des marais et espaces humides, constituant les espaces naturels de la commune, classés comme espaces naturels sensibles par le conseil général de l'Essonne.

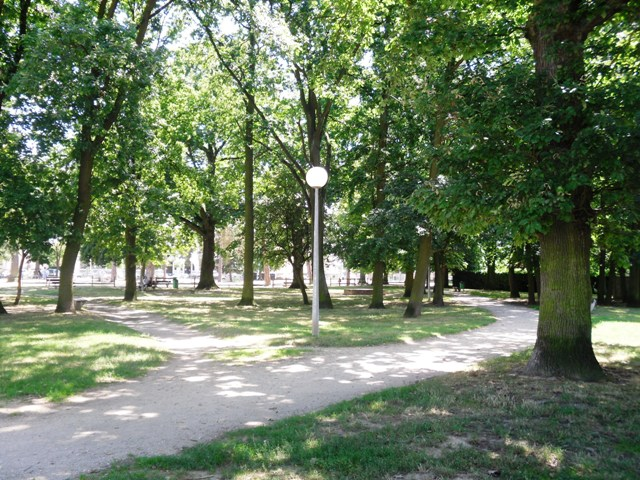
Le parc Pablo-Neruda.

Outre la Méridienne Verte qui traverse la commune du nord au sud, trois parcs sont répartis sur le territoire.
À l’ouest, le parc des bords de l’Orge couvre[Quand ?] vingt-six hectares, au sud-est, le parc Pierre accueille une ferme pédagogique et un parc animalier. Au centre de la commune, le parc Pablo-Neruda et l’allée verte du château permettent au génovéfains de s’aérer en centre-ville.
Sainte-Geneviève-des-Bois organise chaque année une fête des plantes réunissant les habitants, ce qui lui permet entre autres actions d’être la seule commune du département en 2009 à être récompensée par quatre fleurs au concours des villes et villages fleuris.

### Patrimoine architectural
Le patrimoine architectural de Sainte-Geneviève-des-Bois est relativement varié et permet de retracer les différentes époques de croissance de la commune.
- Les bornes royales : mémoire du passage de l'ancienne route royale, deux bornes royales marquées de la fleur de lys sont inscrites aux monuments historiques depuis 1931 : la borne no 13[149] et la borne no 16[150].
- Le château de Sainte-Geneviève-des-Bois : la route royale passait à proximité de l’ancien château, dont ne subsiste aujourd’hui que le donjon du XIVe siècle, les communs et l'orangerie du XVIIe siècle[151].
- Le château du parc Pierre qui date du XIXe siècle[152].
- Le château de la Cossonnerie du XVIIIe siècle[153],[154].
- Ils complètent le patrimoine commun, constitué par la grotte de Sainte-Geneviève, aménagée au XVIIIe siècle, l'église Sainte-Geneviève construite par l'architecte Constant Douillard, l'ancienne mairie-école du XIXe siècle, l'hôtel de ville datant de 1936 et le marché couvert décoré de bas-reliefs.
- Enfin, marquant la présence russe dans la commune, l'ensemble constitué par l'église Notre-Dame-de-la-Dormition[155] et le cimetière communal de Liers[156] ont eux aussi été inscrits aux Monuments historiques.

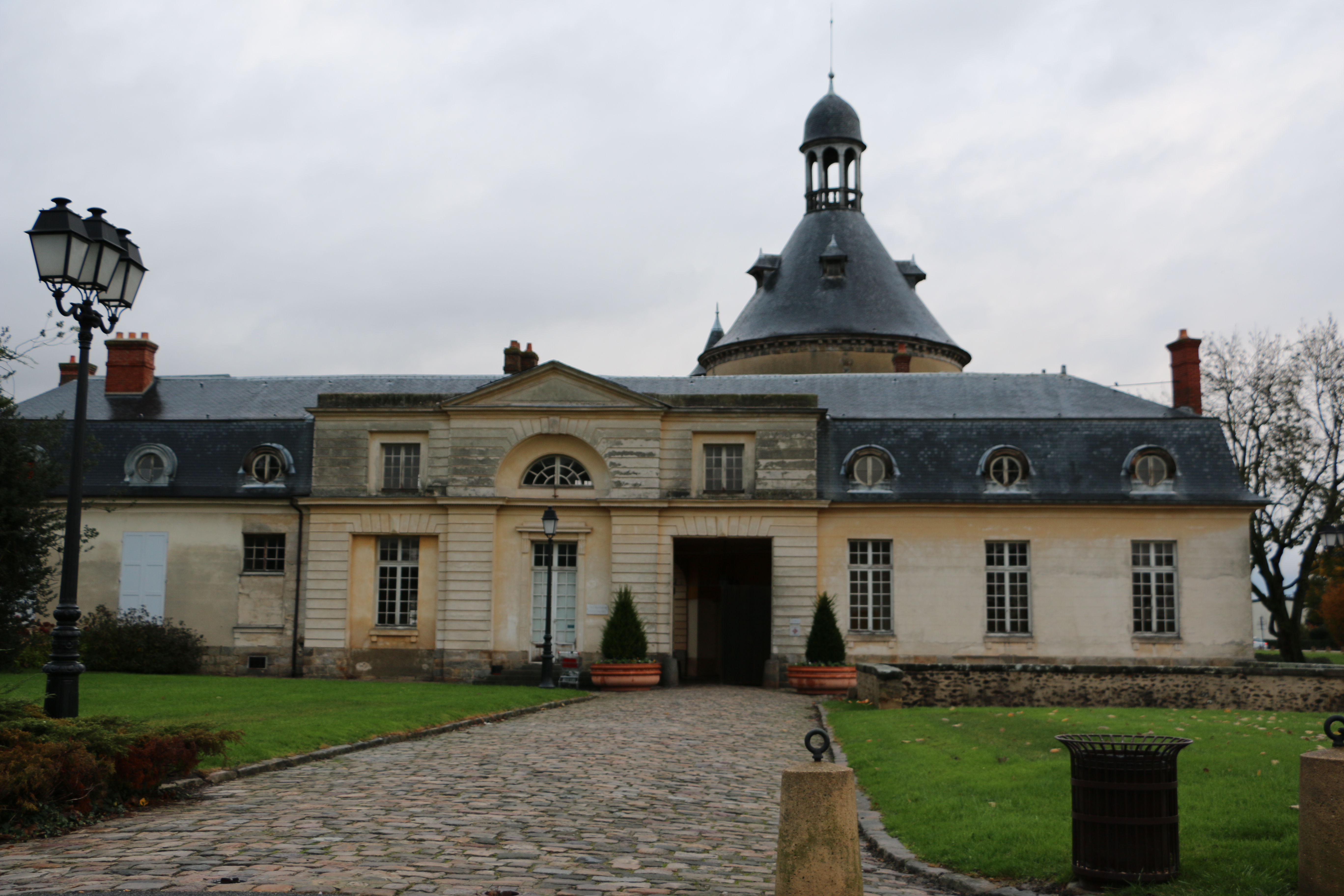
Donjon.
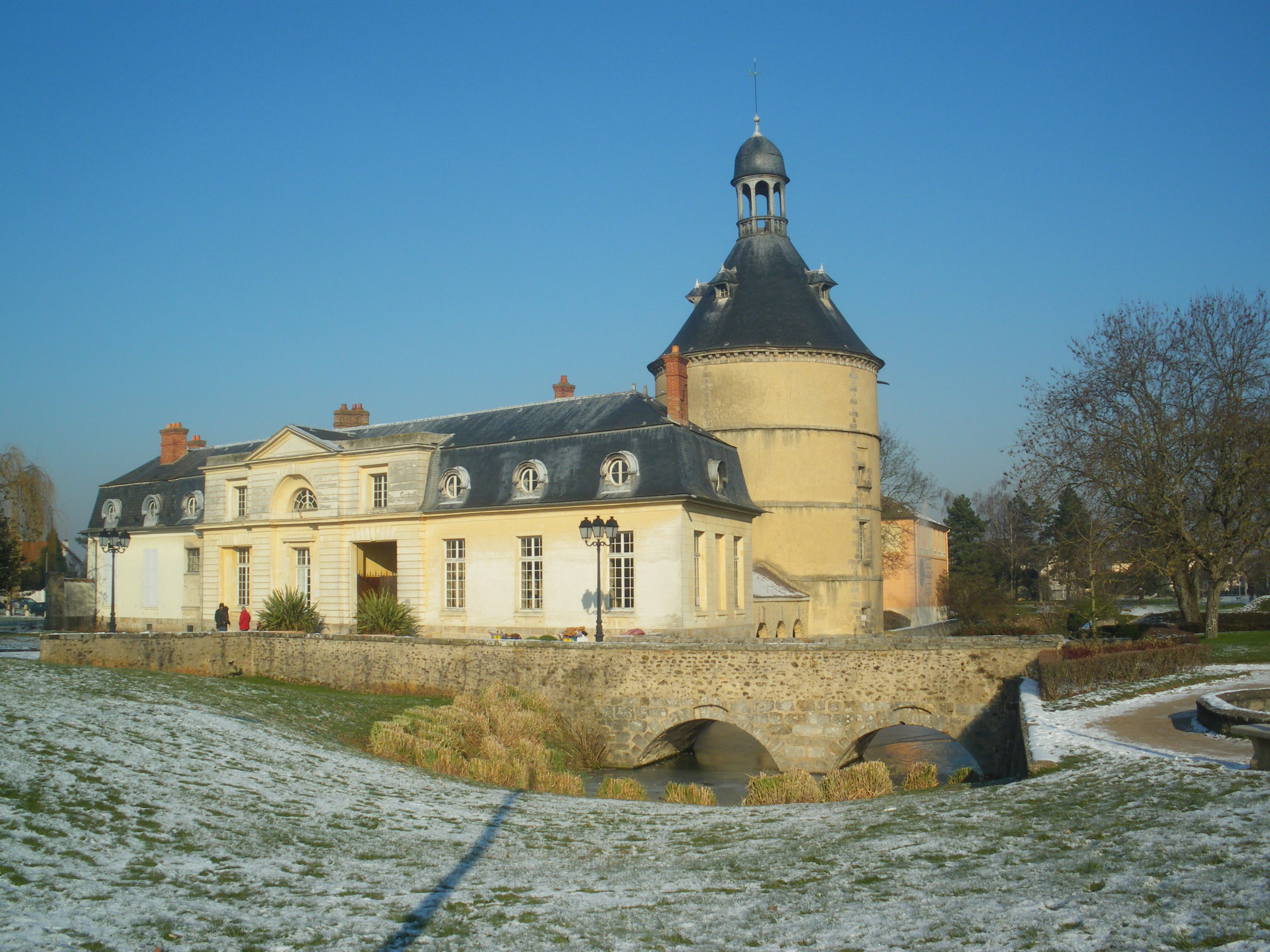
Le donjon et les communs du château.
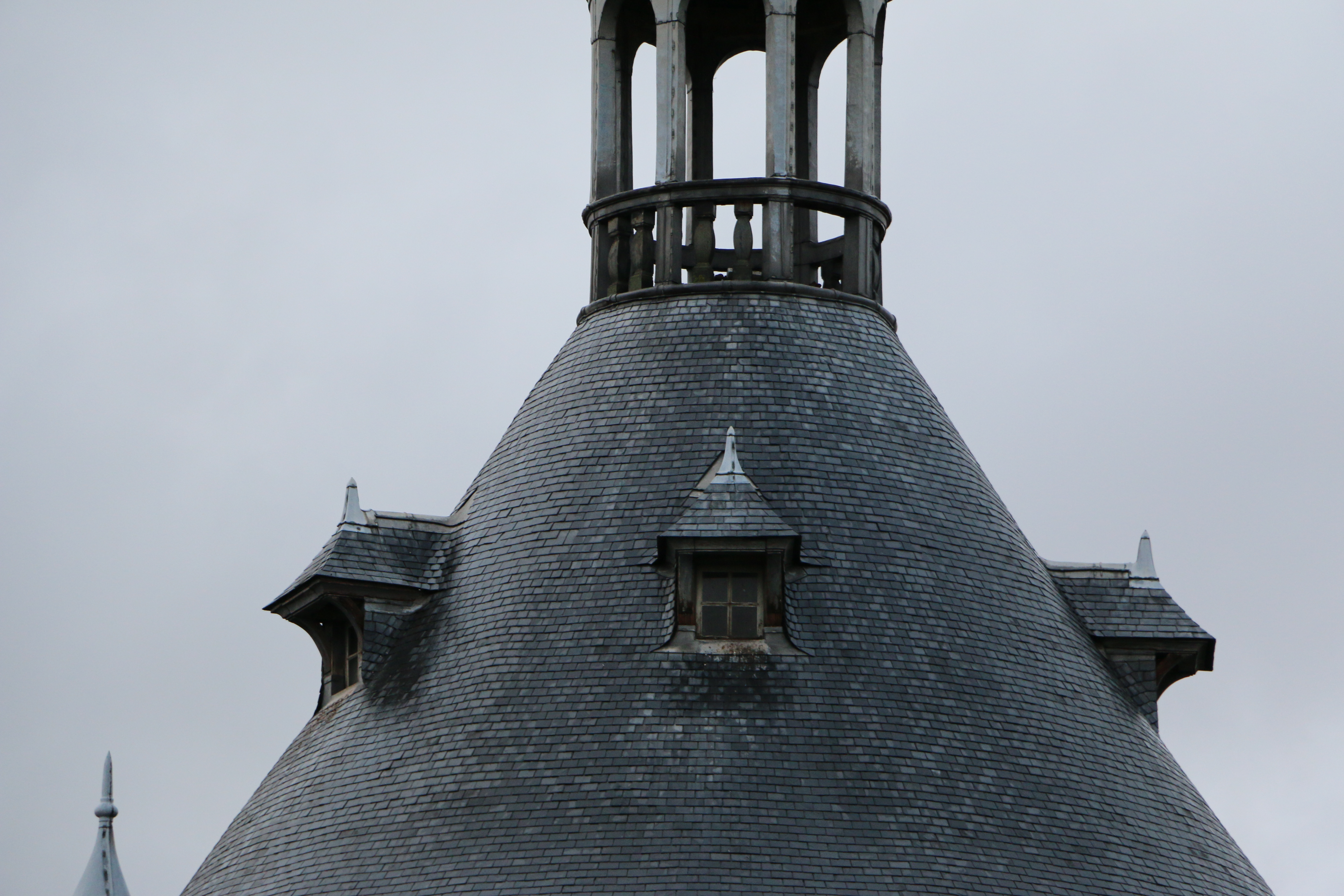
Donjon.
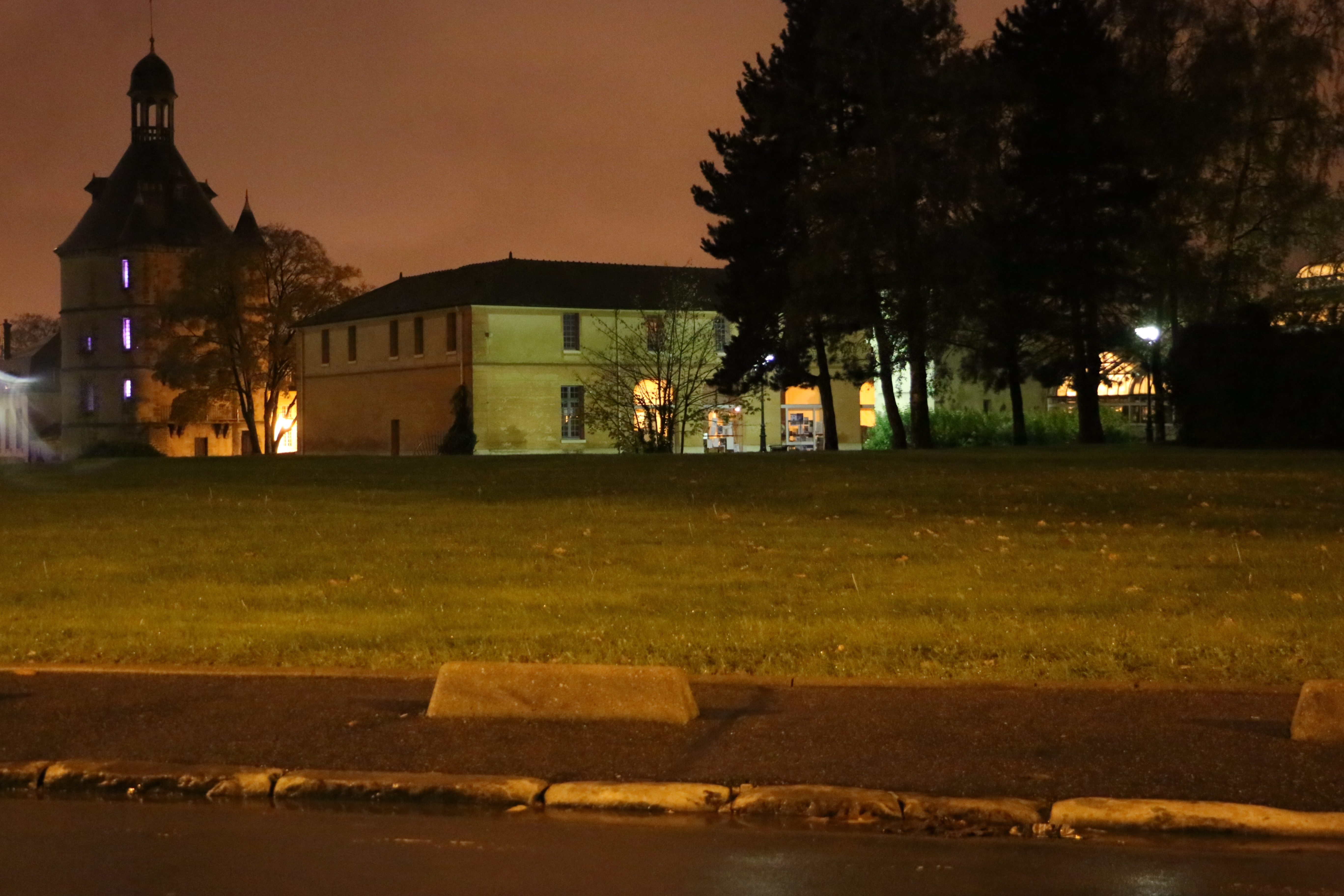
Donjon de nuit.
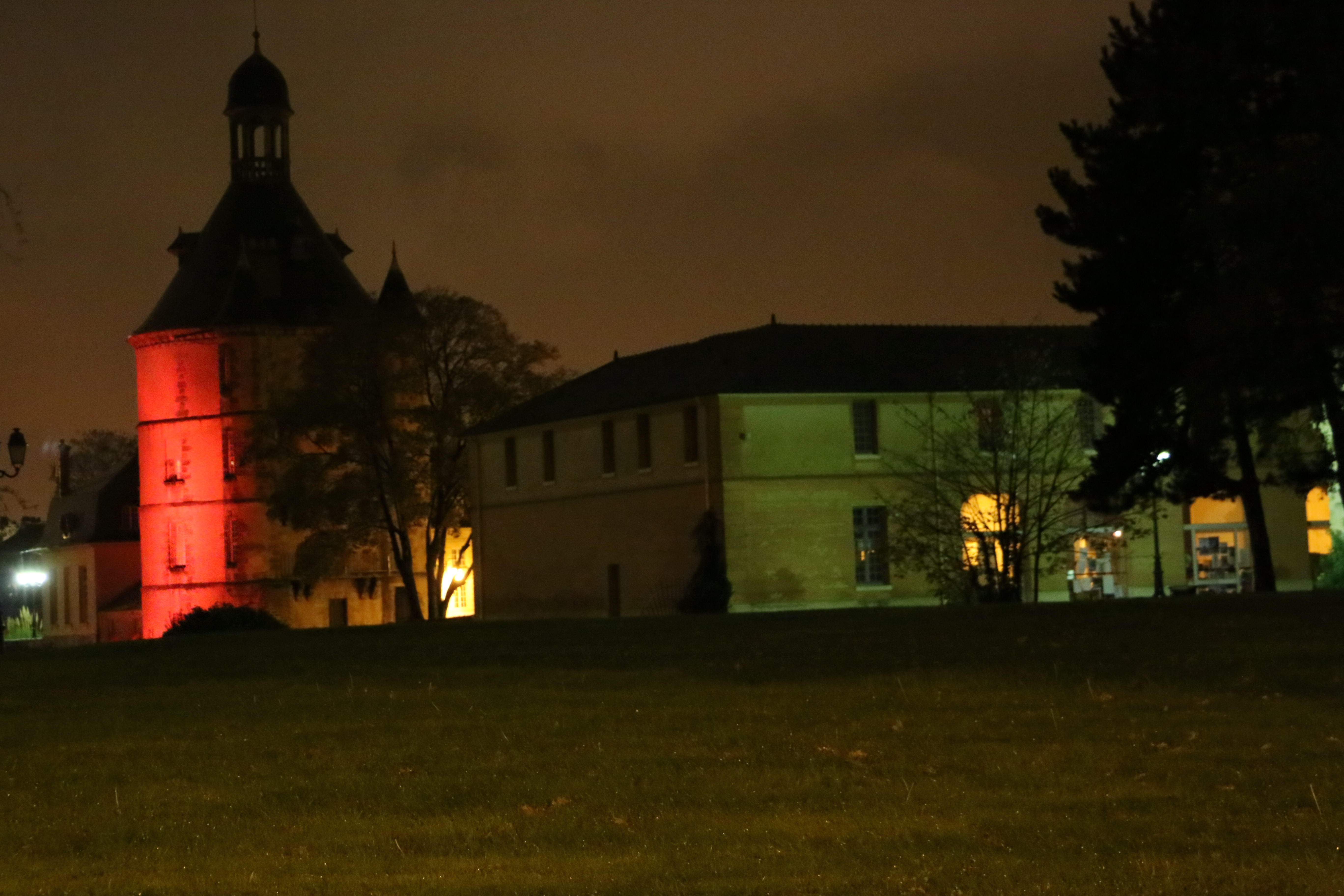
Donjon de nuit.
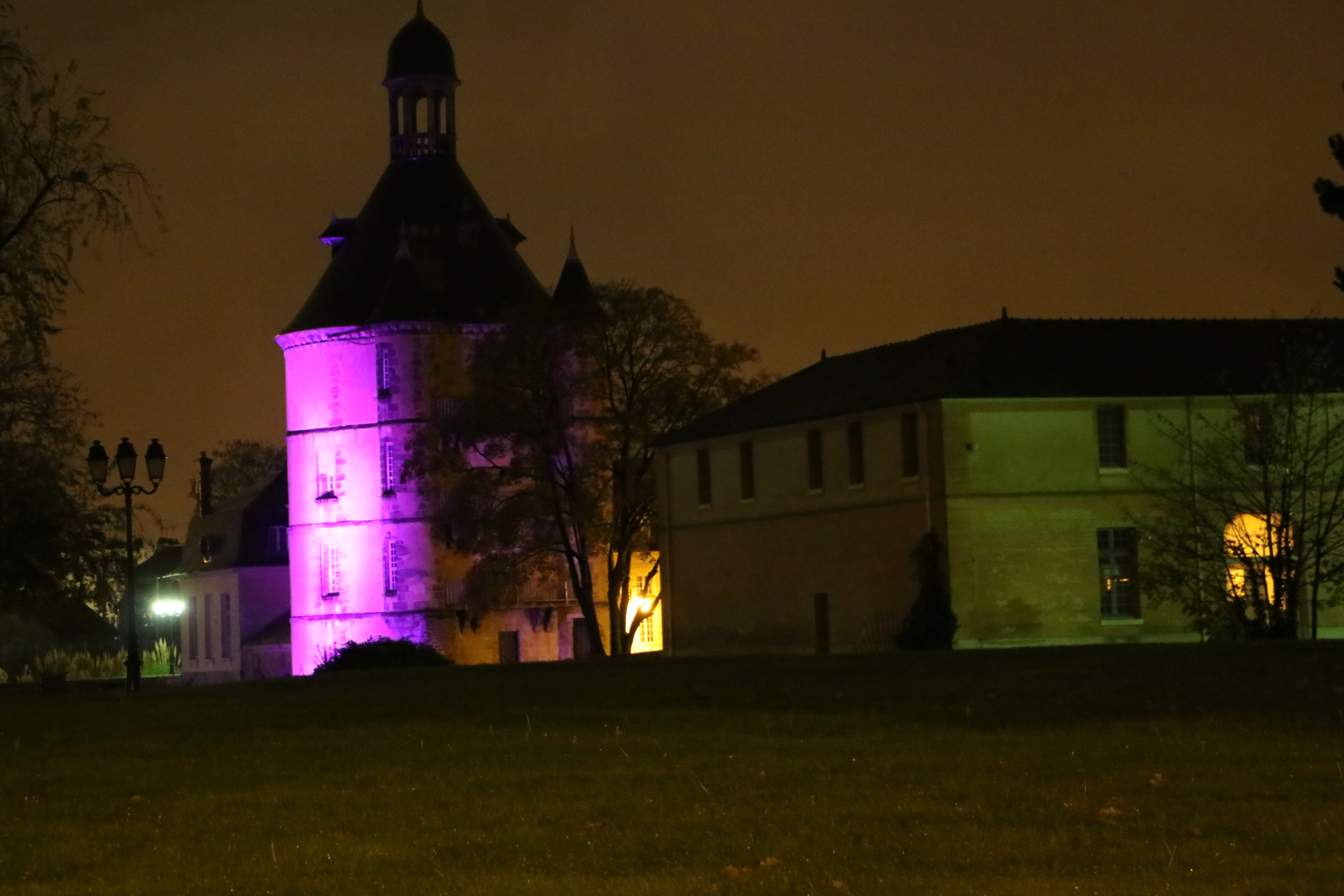
Donjon de nuit.
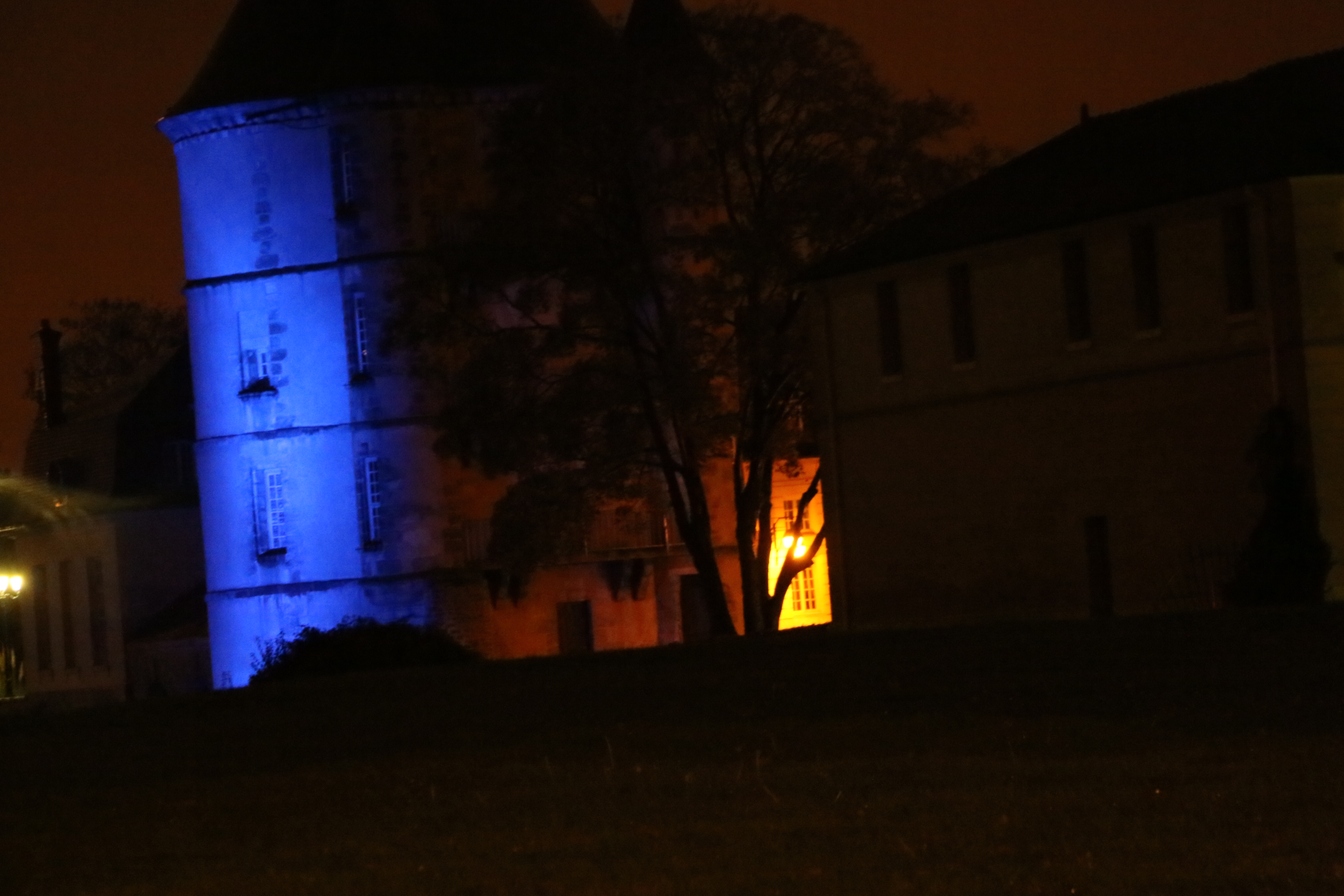
Donjon de nuit.
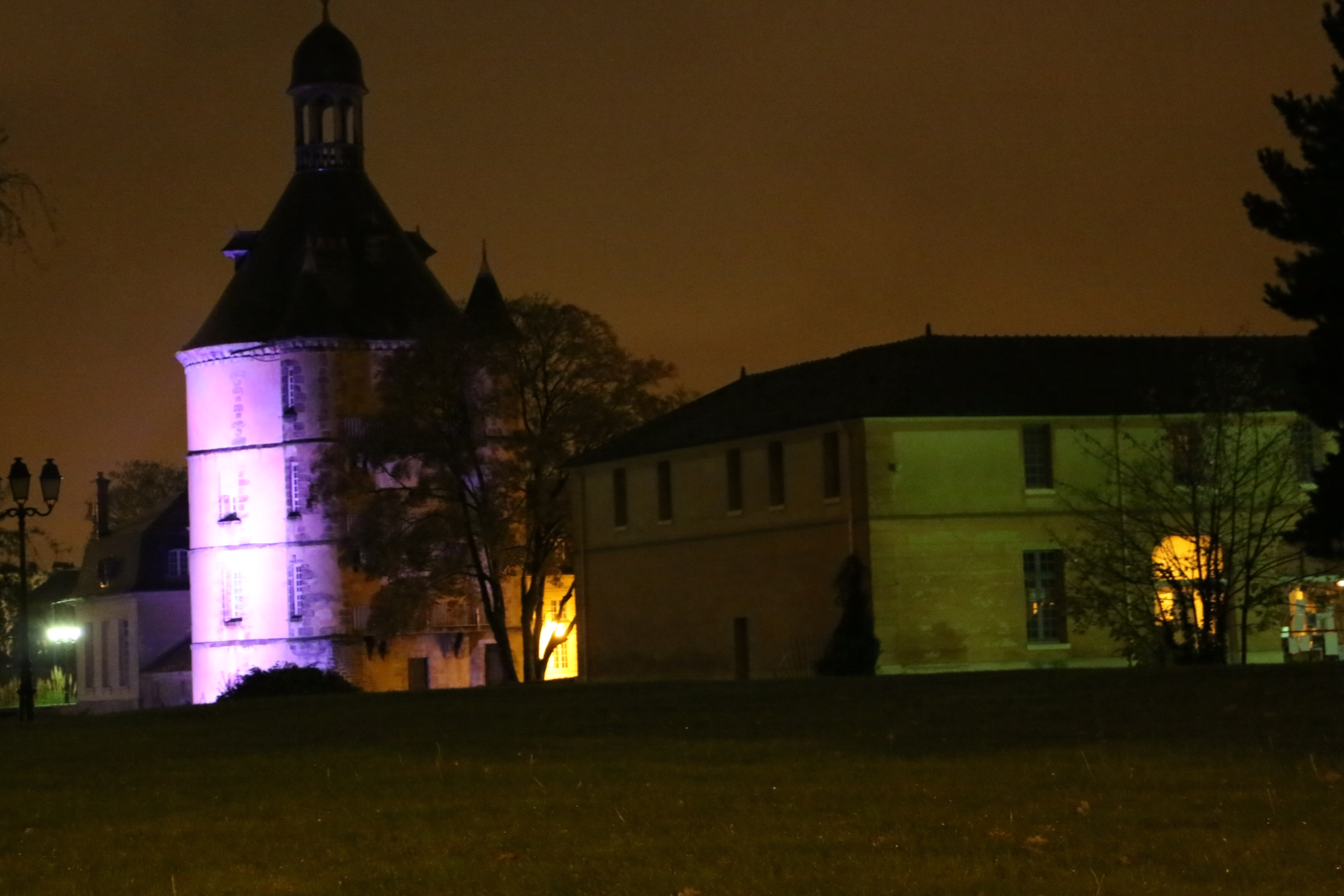
Donjon de nuit.
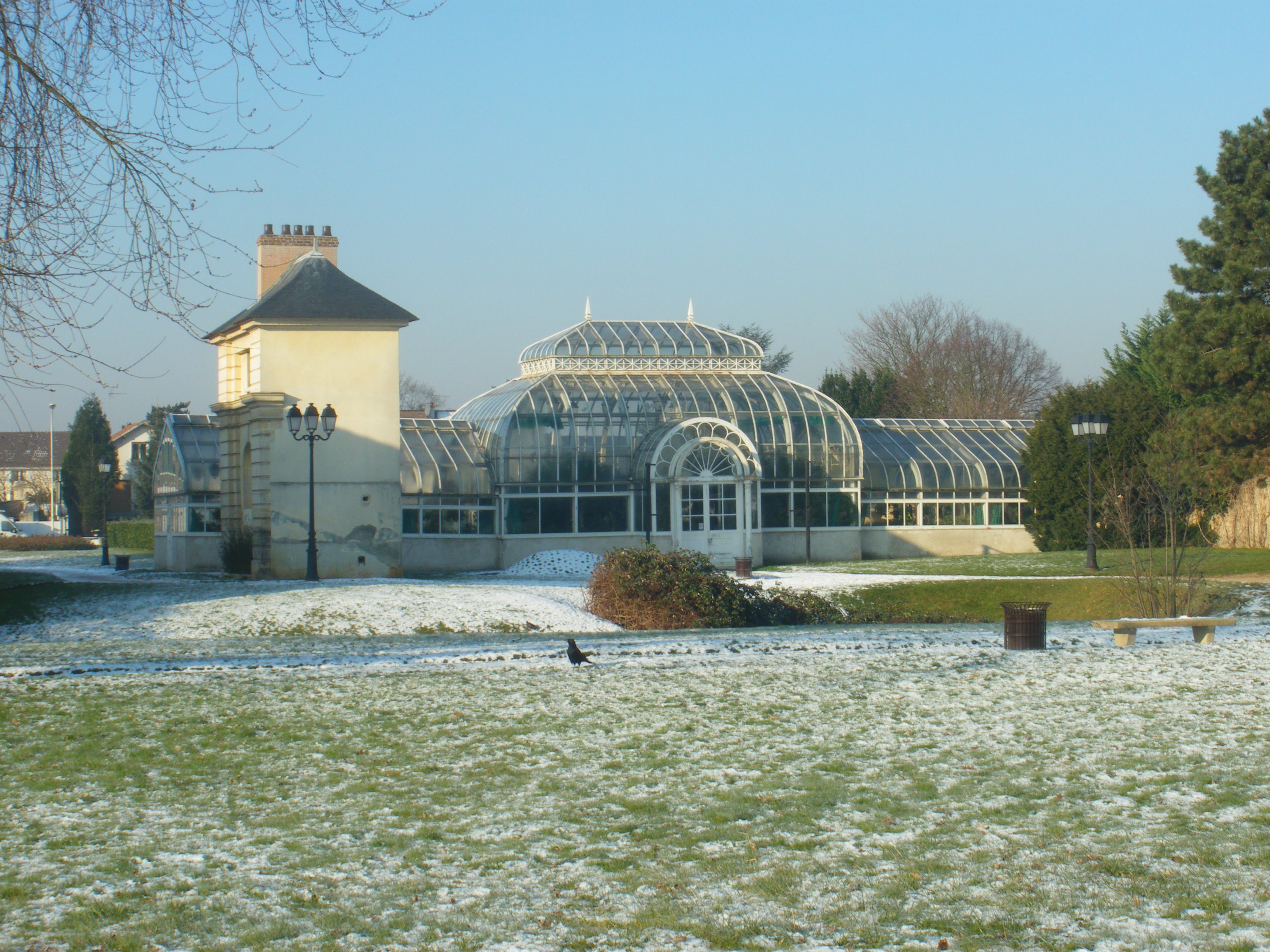
L'orangerie du château.
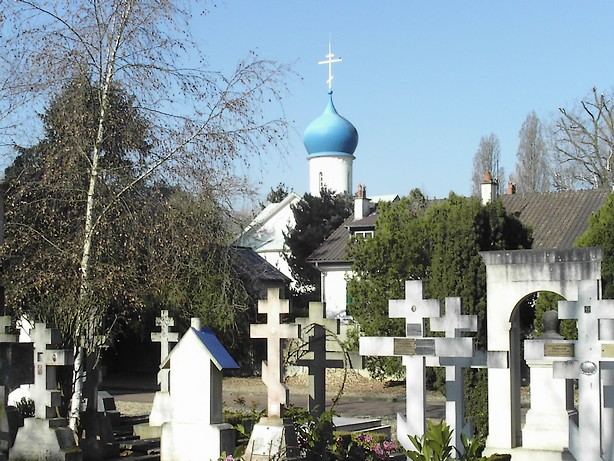
L'église Notre-Dame-de-la-Dormition et les sépultures russes.
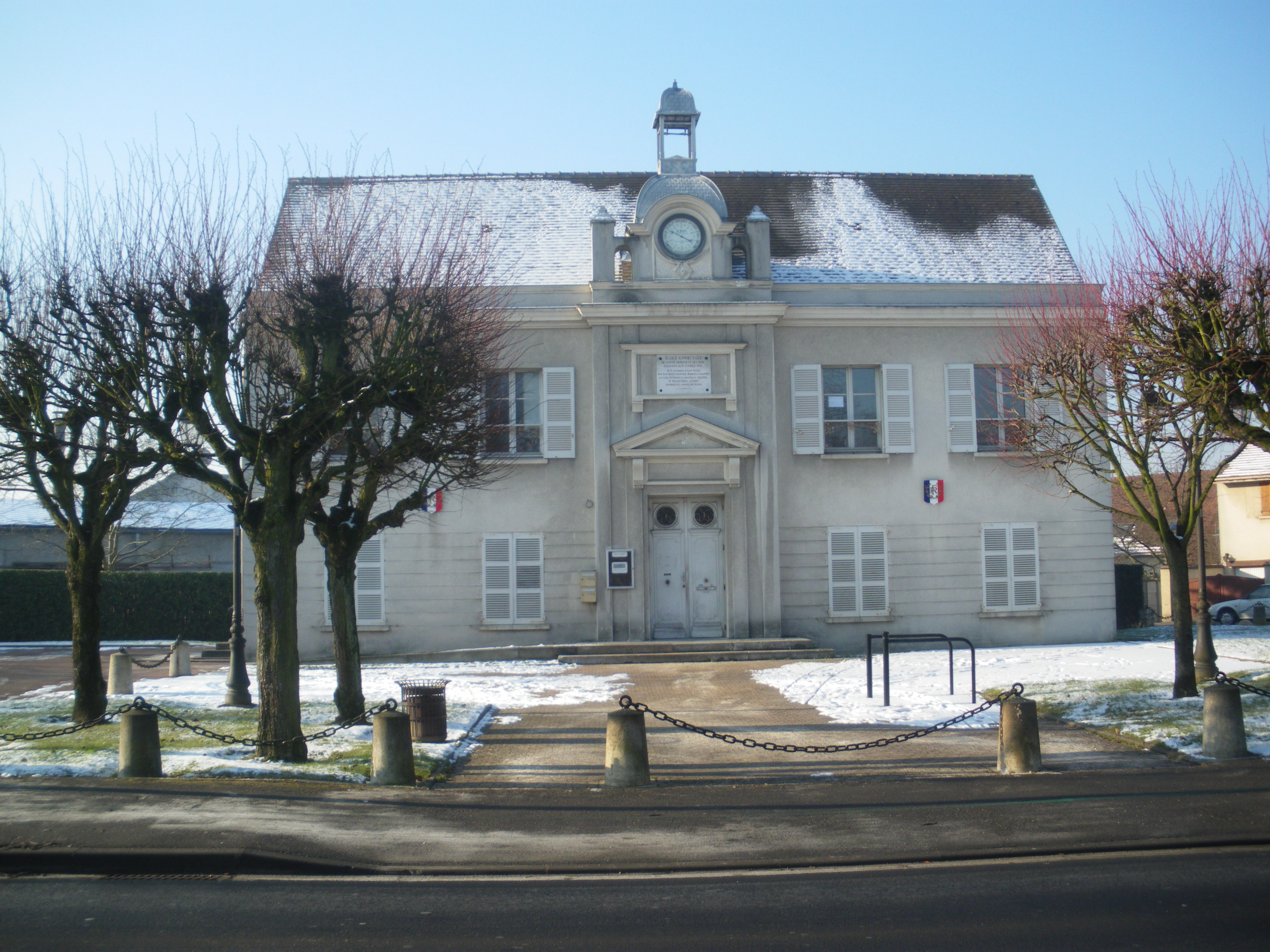
L'ancienne mairie-école.

### Personnalités

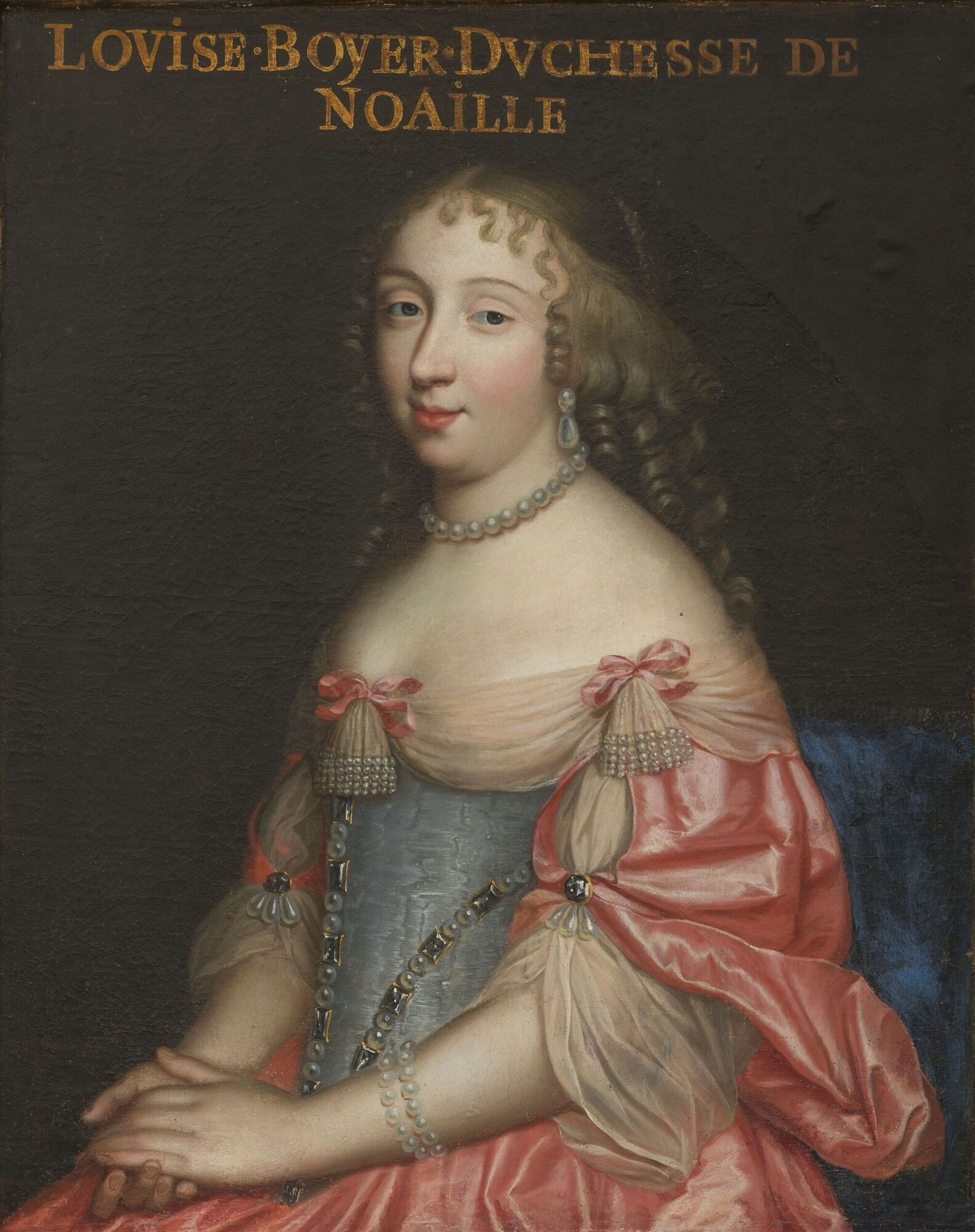
Louise Boyer.

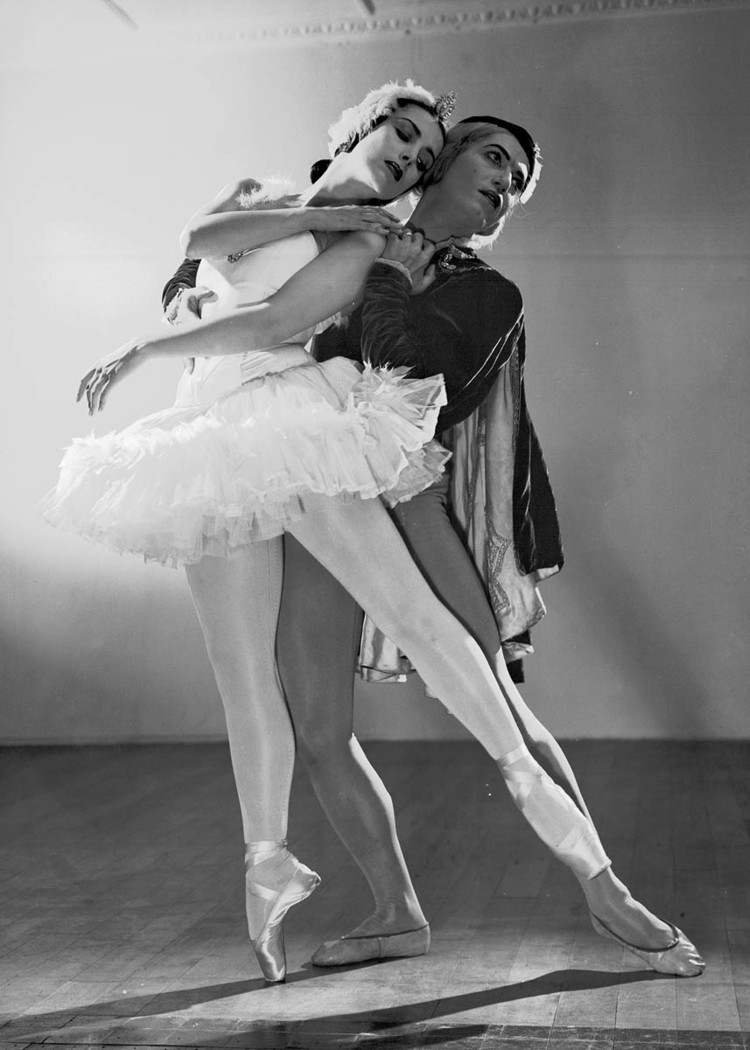
Tamara Toumanova et Serge Lifar dans les années 1930.

Différents personnages publics sont nés, décédés ou ont vécu à Sainte-Geneviève-des-Bois :
- Louise Boyer (1632-1697), dame d'atours de Marie-Thérèse d'Autriche, était seigneur de Sainte-Geneviève-des-Bois ;
- Louis Bénigne François Berthier de Sauvigny (1737-1789), intendant de Paris, en était le seigneur ;
- Pierre-Joseph Proudhon (1809-1865), économiste et sociologue, y résida ;
- Alexandre von Kaulbars (1844-1925), général de l’armée impériale russe, y est inhumé ;
- Vladimir Nikolaïevitch Kokovtsov (1853-1943), homme politique russe, y est inhumé ;
- Gueorgui Lvov (1861-1925), homme politique russe, y est inhumé ;
- Constantin Korovine (1861-1939), artiste peintre et décorateur, y est inhumé ;
- Dimitri Merejkovski (1866-1941), écrivain et critique littéraire, y est inhumé ;
- Konstantin Somov (1869-1939), artiste peintre, y est inhumé ;
- Zinaïda Hippius (1869-1945), poète, y est inhumée ;
- Ivan Bounine (1870-1953), écrivain, y est inhumé ;
- Sergueï Boulgakov (1871-1944), théologien, y est inhumé ;
- Ivan Chmeliov (1873-1950), écrivain, y fut enterré ;
- Alexeï Remizov (1877-1957), écrivain, y est inhumé ;
- Andreï Vladimirovitch de Russie (1879-1956), grand-duc de Russie, y est inhumé ;
- Zinovi Pechkoff (1884-1966), général et diplomate, y est inhumé ;
- Zinaïda Serebriakova (1884-1967), artiste peintre, y est inhumée ;
- Gabriel Constantinovitch de Russie (1887-1955), prince de Russie, y est inhumé ;
- Félix Youssoupoff (1887-1967), Prince de Russie, y est inhumé ;
- Ivan Mosjoukine (1889-1939), acteur, y est inhumé ;
- Irina Alexandrovna de Russie (1895-1970), grande-duchesse de Russie, y est inhumée ;
- Laïkla Hagondokoff (1898-1985), légionnaire, y est inhumée ;
- André Lanskoy (1902-1976), artiste peintre, y est inhumé ;
- Vadim Leonidovitch Andreev (1902-1976), poète, y est inhumé[réf. nécessaire] ;
- Serge Lifar (1905-1986), danseur et chorégraphe, y est inhumé ;
- Guy Baucheron de Boissoudy (1908-1972), militaire, y est inhumé ;
- Véra Obolensky (1911-1944), résistante, y est inhumée ;
- Adrien Dieudonné (1912-1982), médailleur français, mort dans cette ville[157] ;
- Michel Fournier (1914-1985), homme d'affaires, y ouvrit le premier magasin Carrefour de France ;
- Raymond Brosseau (1915-1980), homme politique, y est décédé ;
- Constantin Andronikof (1916-1997), traducteur, écrivain religieux, y est inhumé ;
- Janine Mitaud (1921-2011), poétesse, y vécut et y enseigna ;
- Odile Arrighi (1923-2014), femme politique, résistante, y a vécu et y est décédée
- Denis Defforey (1925-2006), homme d'affaires, y ouvrit le premier magasin Carrefour de France ;
- Jean Ooghe (1928- ), homme politique, en fut maire ;
- Odile Versois (1930-1980), actrice, y est inhumée ;
- Hélène Vallier (1932-1988), actrice, y est inhumée ;
- Andreï Tarkovski (1932-1986), réalisateur, y est inhumé ;

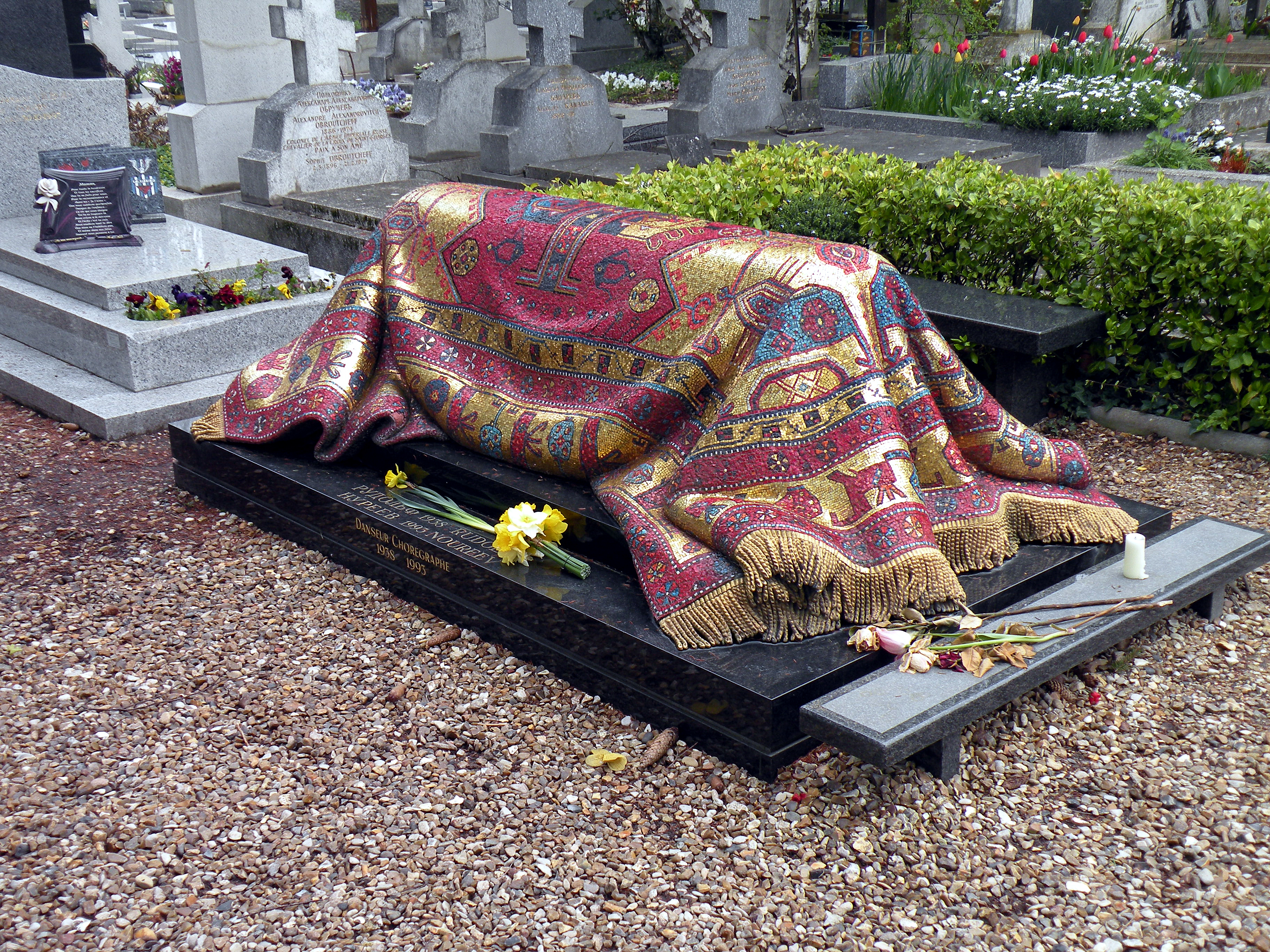
Le tombeau de Noureev créé par Ezio Frigerio.

- Rudolf Noureev (1938-1993), danseur étoile, y est inhumé ;
- Patrick Topaloff (1944-2010), chanteur, y est inhumé ;
- Jean-Maurice Mourat (1946- ), guitariste, y exerça ;
- Christine Lebail (1948- ), chanteuse, y est née ;
- Julien Dray (1955- ), homme politique, y est implanté politiquement ;
- Thierry Redler (1958-2014), acteur et réalisateur, y est né ;
- Dany Brillant (1965- ), chanteur, y vécut ;
- François Delapierre (1970-2015), homme politique, époux de Charlotte Girard, y fut élu ;
- Charlotte Girard (1974-), femme politique, épouse de François Delapierre, y vécut ;
- Bertrand Puard (1977- ), écrivain, y vécut ;
- Vincent Luis (1989- ), triathlète, y vit ;
- Dmitri Stelletsky (1875-1947), artiste, y est décédé ;
- Vera Mestchersky (1876-1949), bienfaitrice, y est décédée et inhumée.

### Héraldique et logotype

Logo.

| Blason de Sainte-Geneviève-des-Bois (Essonne) | Blason  | D'azur au donjon d'or couvert, sommé d'un campanile montant de la pointe, flanqué de deux tourelles couvertes en forme d'échauguette du même, ajourées de sable. Le tout maçonné aussi de sable. Le donjon chargé d'un écusson de gueules au buste de Sainte Geneviève d'argent nimbée d'or et accosté en chef de deux fleurs de lys aussi d'or |
| Blason de Sainte-Geneviève-des-Bois (Essonne) | Détails | Ce blason a été réalisé par Louis Mourgeon et adopté par le conseil municipal en avril 1943. La commune s'est en outre dotée d’un logotype reprenant le profil du donjon du château en blanc sur fond bleu, symbolisant la forêt. |

### Sainte-Geneviève-des-Bois dans les arts et la culture

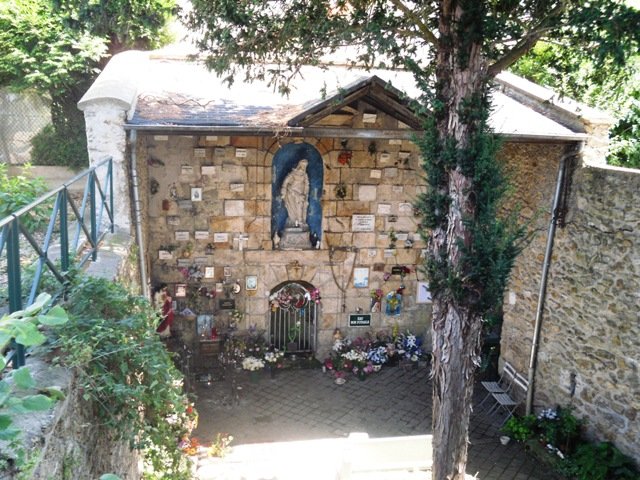
La grotte miraculeuse de Sainte-Geneviève.

- En l’an 448, sainte Geneviève aurait fait jaillir une source miraculeuse dans la grotte qui porte aujourd’hui son nom. Elle est devenue la sainte patronne de la paroisse[158].
- La commune est le lieu où se déroule une partie de l’intrigue du roman de Gaston Leroux, Le Mystère de la chambre jaune.